# PBK CSKA Moskou
Professionalnyj basketbolnyj kloeb Tsentralny Sportivny Kloeb Armii Moskva (Russisch: Профессиональный баскетбольный клуб Центральный Спортивный Клуб Армии Москва) is een Russische professionele basketbalclub die zijn thuiswedstrijden speelt in Moskou, Rusland. De club werd opgericht op 29 april 1923. De club speelt in de VTB United League en de EuroLeague. Het team werd in het Westen vaak "Rode Leger" genoemd vanwege de steun van het Sovjet leger. Na het uiteenvallen van de Sovjet-Unie in december 1991, ging het steeds minder met CSKA. De club ging bijna failliet, maar in 1997 werd de club door de Russische miljardair Michail Prochorov, die de eigenaar was van Norilsk Nikkel, overgenomen. De club werd geherstructureerd en kreeg de afkorting PBK voor de naam. In plaats van het leger kwamen er bedrijven als sponsor en die verzekerde de club van een belangrijke economische positie in Europa. In april 2008 kocht de staat de aandelen van Prochorov in Norilsk Nikkel op. Momenteel is de club in handen van Norilsk Nikkel. Begin 2016 veranderde de naam van Norilsk Nikkel in Nornikel. Sinds 2008 hadden ze ook een eigen toernooi: de Gomelski Cup. Dat was een jaarlijks basketbaltoernooi dat in de herfst werd gehouden in Moskou. In 2020 werd dat toernooi opgeheven met de komst van de VTB United League Supercup, waar om de Aleksandr Gomelski Cup gespeeld wordt. De omzet van het bedrijf in Rusland bedroeg in 2023 14 miljoen euro.

## Geschiedenis

### Sovjet-Unie

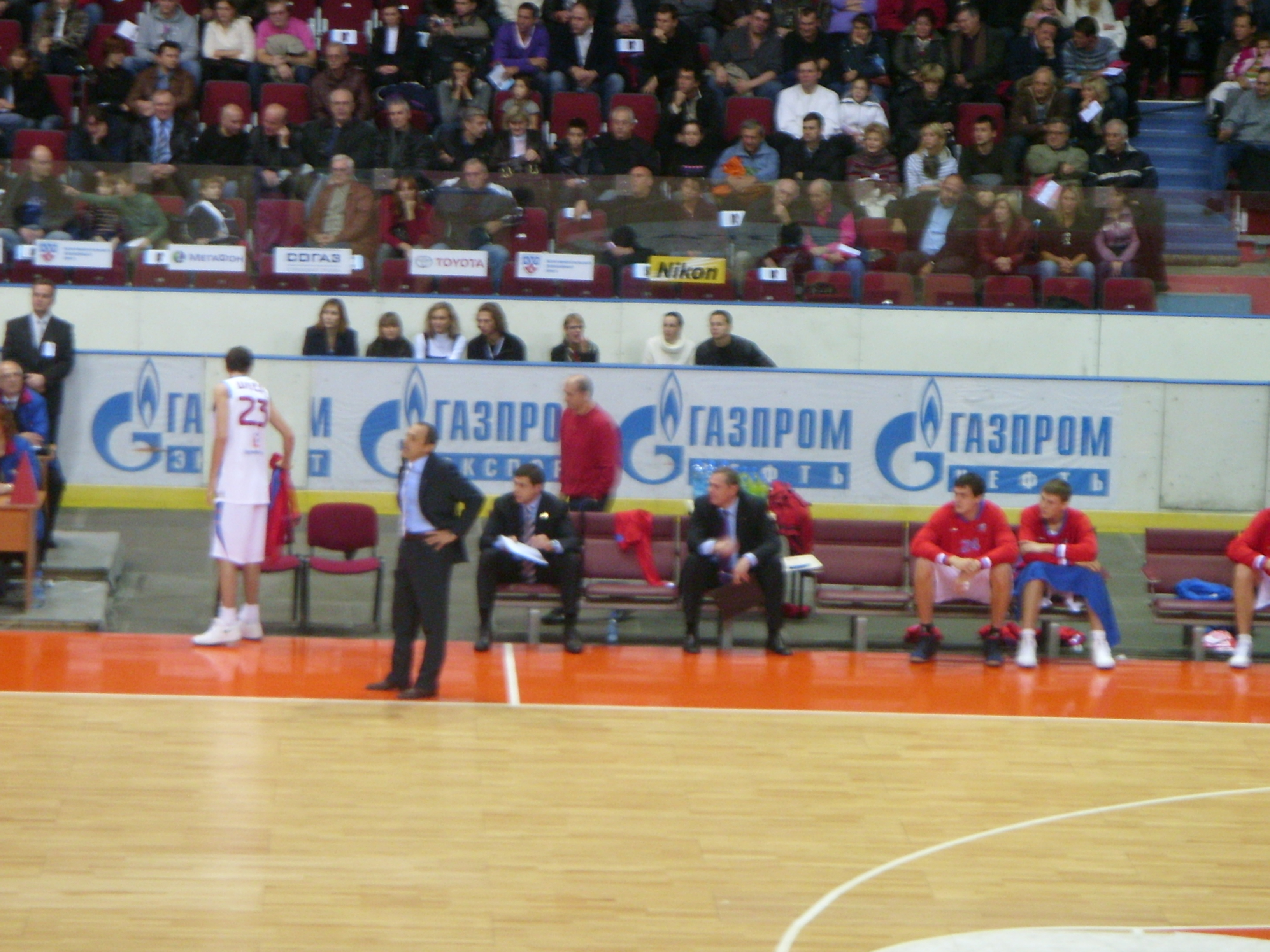
Spartak Sint-Petersburg – CSKA Moskou, Russische superliga, 25 oktober 2008.

De club maakte deel uit van de omnisportvereniging CSKA Moskou die werd opgericht op 29 april 1923. CSKA (ook TsSKA) heeft vele successen behaald. De eerste jaren van de club, ze heette toen OPPV (dat kan worden vertaald als "een afdeling van de Algemene Militaire Educatiedienst in de voormalige Sovjet-Unie"), speelde ze alleen om het kampioenschap van Moskou. De eerste keer dat CSKA meedeed om het landskampioenschap van de Sovjet-Unie was in 1938 onder leiding van de eerste coach van de club Viktor Grigorev. CSKA stond toen nog bekend als CDKA (dat kan worden vertaald als "Centraal huis van het Rode Leger"). Voor 1937 speelde alleen steden en geen clubs in de competitie. Het team van Moskou speelde met CDKA spelers op het rooster en won het toernooi drie keer in 1924, 1928 en 1935.
Na de Grote Vaderlandse Oorlog ging CDKA opnieuw spelen om het landskampioenschap van de Sovjet-Unie en onder leiding van coach Grigorev werd gelijk het eerste kampioenschap binnengehaald in 1945.
In 1948 werd CDKA vervangen door een ander team dat werd erkend door Jozef Stalin. Zijn zoon Vasili Stalin was beschermheer van de club die VVS MVO Moskou heette. De club was steeds een van de favorieten voor het winnen van het nationale kampioenschap. Ze behaalde de derde plaats in 1949 en 1950, de tweede plaats in 1951, en ze wonnen de titel van de Sovjet-Unie in 1952. Het was dit jaar dat erg omstreden is in de geschiedenis van CSKA. Sommige bronnen tellen de titel bij de erelijst van de club, sommige tellen hem niet. De club werd na de dood van Jozef Stalin in 1953 opgeheven en keerde CDKA terug.
Gedurende twee jaar (1953 en 1954) droeg de club de naam CDSA ("Centraal huis van het Sovjet-leger"). In 1955 werd die naam vervangen door CSK MO ("Centrale sportclub van het Ministerie van Defensie"). Het was pas na de goedkeuring van zijn huidige naam CSKA ("Centrale sportclub van het Leger") in 1960 dat de club erin geslaagd is om een aantal overtuigende sterke resultaten bij elkaar te halen. Met coach Jevgeni Aleksejev en later coach Armenak Alachachian aan het roer, won CSKA verschillende nationale titels, nationale bekers en Europese bekers. Onder coach Aleksejev won CSKA zijn eerste FIBA European Champions Cup, de voorloper van de EuroLeague, in 1961. In die finale won CSKA van SKA Riga uit de Sovjet-Unie over twee wedstrijden met een totaal score van 148-128. In 1963 stond CSKA weer in de finale van de FIBA European Champions Cup. Dit keer was Real Madrid uit Spanje de tegenstander. CSKA won met 2-1 in wedstrijden. In 1965 was Real Madrid weer de tegenstander in de finale van de FIBA European Champions Cup. Dit keer was Real de sterkste over twee wedstrijden met een totaal score van 150-157. Onder coach Alachachian haalde CSKA weer de finale van de FIBA European Champions Cup in 1969. CSKA en Real stonden voor de derde keer tegenover elkaar in de finale om de FIBA European Champions Cup. De finale werd gehouden in de Palau dels Esports de Barcelona in Barcelona, Spanje. CSKA won de finale met 103-99 na twee keer een verlenging. In 1970 stond CSKA weer in de finale van de FIBA European Champions Cup. Dit keer was Ignis Varese uit Italië de tegenstander. De finale werd gehouden in de Sportska Dvorana Skenderija in Sarajevo, Joegoslavië. CSKA verloor met 74-79.
1969 betekende ook het begin van een groot tijdperk door de legendarische coach Aleksandr Gomelski. Tijdens zijn periode als coach, die duurde tot 1980, won CSKA verschillende nationale titels en Europese bekers. In 1971 stond CSKA voor de derde keer op rij in de finale van de FIBA European Champions Cup. De finale was in de Sporthal Arena in Deurne, Antwerpen, België. De tegenstander was weer Ignis Varese. Dit keer was CSKA de sterkste met 67-53. In 1972 stond CSKA voor het eerst in de finale om de USSR Cup. Ze wonnen van Stroitel Kiev over drie wedstrijden met 2-1. In 1973 was het voor de derde keer dat de finale om de FIBA European Champions Cup tussen CSKA en Ignis Varese ging. De finale werd gehouden in de Country Hall du Sart Tilman in Luik, België. Ignis Varese won de finale met 66-71. Dit was voorlopig de laatste Europese finale die CSKA zou halen. Ook verdedigde CSKA de titel om de USSR Cup. Ze wonnen de finale van Dinamo Tbilisi over twee wedstrijden met een totaal score van 152-145.
CSKA zette zijn nationale titel zegereeks voort onder coach Joeri Selichov en vervolgens onder coach Sergej Belov die samen het "eeuwige" record van negen opeenvolgende USSR titels wisten te winnen. In 1990 won CSKA zijn laatste USSR titel.

### Rusland

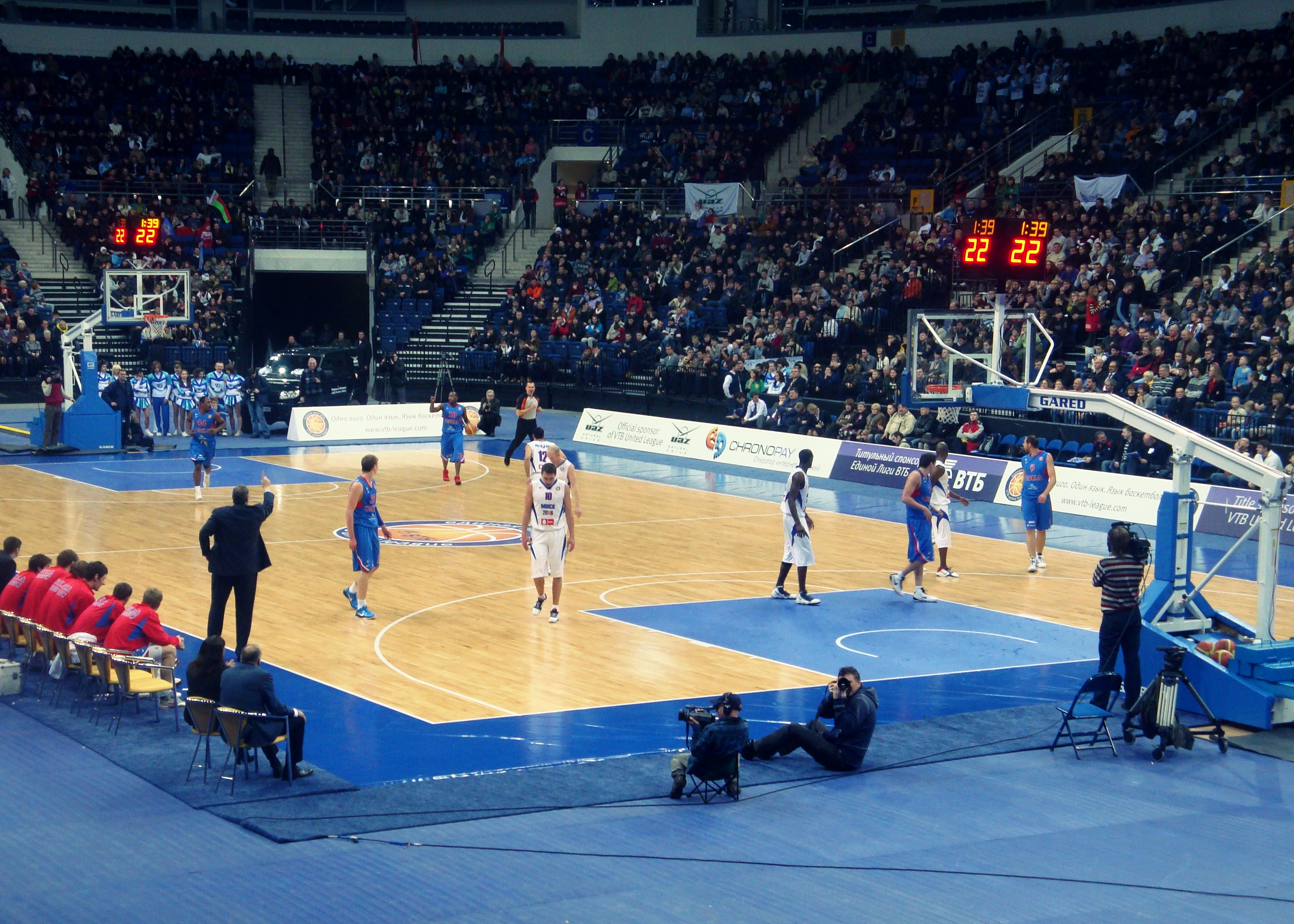
Minsk-2006 – CSKA Moskou, VTB United League, 11 december 2010.

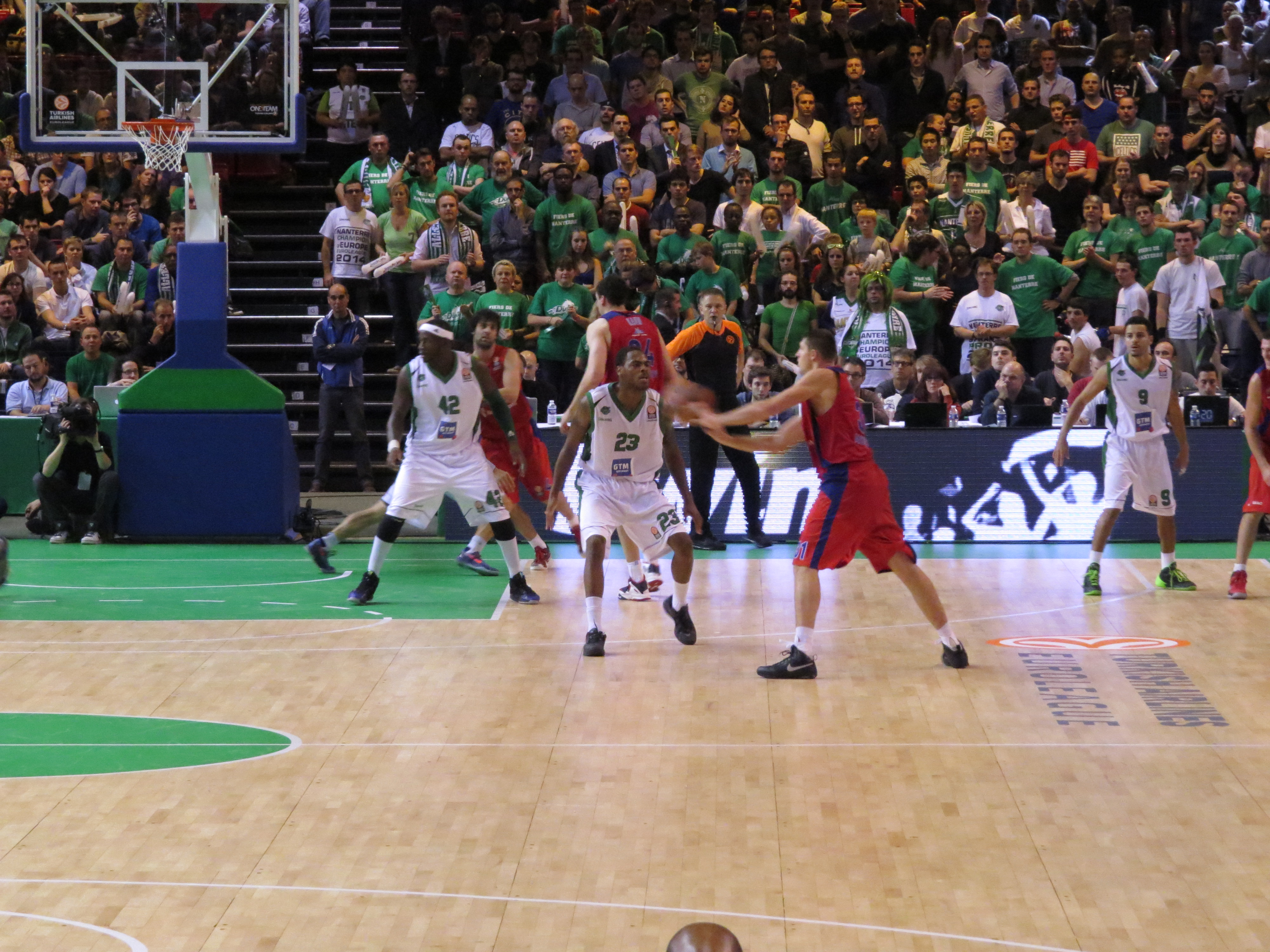
JSF Nanterre – CSKA Moskou, EuroLeague, 17 oktober 2013.

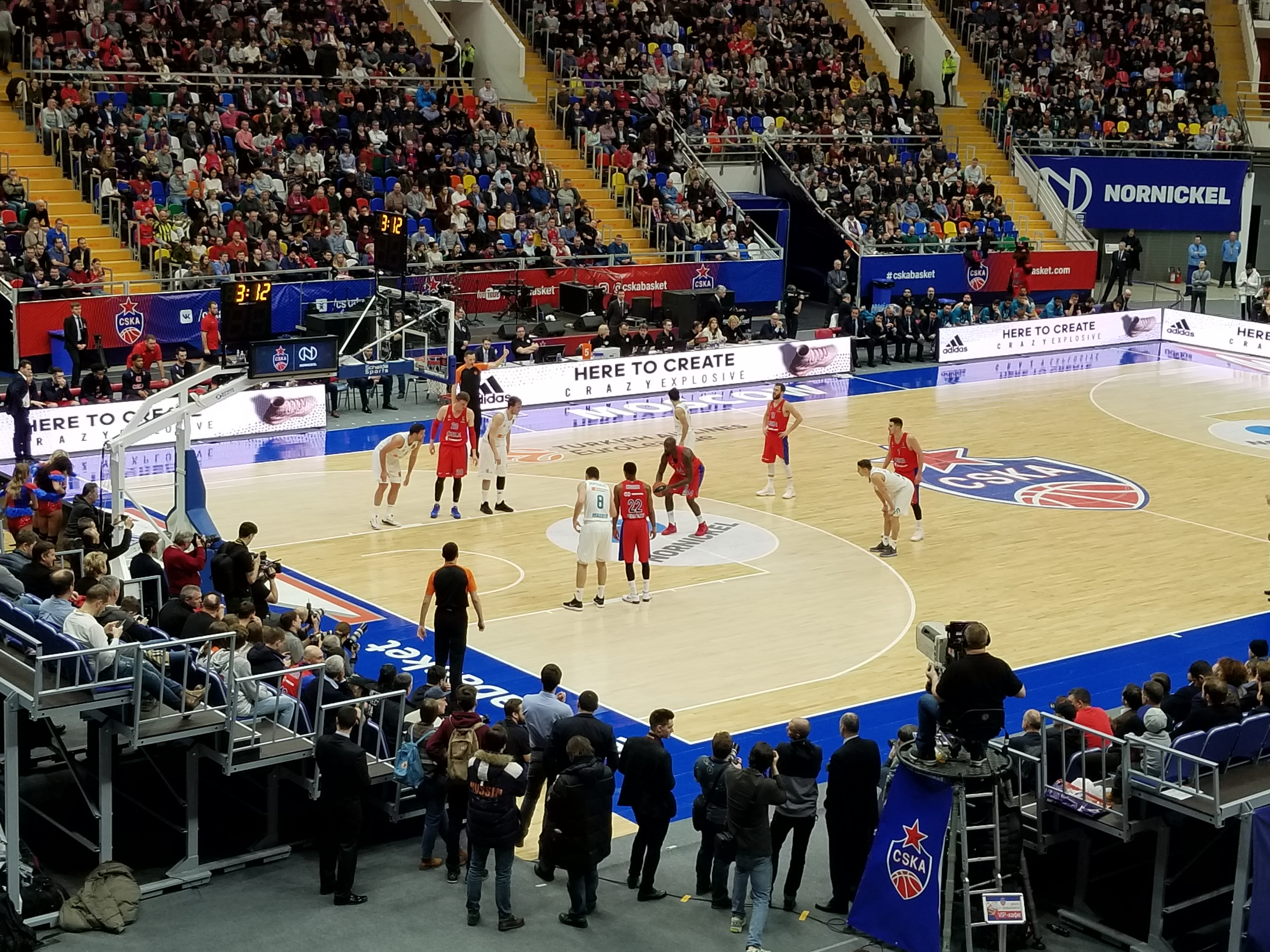
CSKA Moskou – Real Madrid in de "Megasport Arena" op 1 februari 2018.

Na de ineenstorting van de Sovjet-Unie werd CSKA onder leiding van coach Stanislav Jerjomin negen keer oprij landskampioen van Rusland. CSKA won in 2005 de Beker van Rusland door in de finale te winnen van UNICS Kazan met 96-81. In 2006 won CSKA de Beker van Rusland voor de tweede keer. In de finale werd Chimki Oblast Moskou met 79-76 verslagen. In 2007 won CSKA de Beker van Rusland voor de derde keer. In de finale werd UNICS Kazan met 74-59 verslagen. In 2010 won CSKA voor de vierde keer de Beker van Rusland. In de finale won CSKA weer van UNICS Kazan. De uitslag was 80-74.
Onder leiding van coach Stanislav Jerjomin won CSKA de NEBL in 2000. Ze wonnen de finale van Lietuvos rytas Vilnius uit Litouwen met 95-77 in de Vilnius Sports Arena in Vilnius, Litouwen. De eerste grote Europese successen kwamen onder de Italiaanse coach Ettore Messina. CSKA haalde onder zijn leiding van 2006 t/m 2009 de finale van Europa's hoogste club competitie, de EuroLeague, (vroegere FIBA European Champions Cup), en won er twee. In 2006 wonnen ze in de finale van verdedigend kampioen Maccabi Elite Tel Aviv uit Israël met 73-69 in de Sazka Arena in Praag, Tsjechië. CSKA verloor de finale in 2007 met 91-93 van Panathinaikos uit Griekenland, in de O.A.C.A. Olympic Indoor Hall in Athene, Griekenland. In 2008 wonnen ze opnieuw de finale tegen Maccabi Elite Tel Aviv met 91-77 in Palacio de Deportes de la Comunidad de Madrid in Madrid, Spanje. In 2009 verloren ze opnieuw de finale tegen Panathinaikos met 71-73 in de O2 World Berlin in Berlijn, Duitsland. Onder leiding van de Litouwse coach Jonas Kazlauskas haalde CSKA weer de finale van de EuroLeague in 2012. CSKA verloor die finale om de EuroLeague in de Sinan Erdem Dome in Istanboel, Turkije. Dit keer was Olympiakos Piraeus uit Griekenland met 61-62 te sterk. In 2014 kwam de Griekse coach Dimitrios Itoudis naar Moskou. Met Itoudis haalde CSKA na vier jaar weer de finale om de EuroLeague in 2016. Ze wonnen in die finale van Fenerbahçe uit Turkije in de Mercedes-Benz Arena Berlin in Berlijn, Duitsland. CSKA won die finale na verlenging met 101-96. In 2019 stond CSKA weer in de finale van de EuroLeague. Ze wonnen van Anadolu Efes uit Turkije in de Fernando Buesa Arena in Vitoria-Gasteiz, Spanje met 91-83.
Als een reactie op de Russische invasie van Oekraïne in 2022, werden de Russische clubs, CSKA Moskou, Zenit Sint-Petersburg en UNICS Kazan op 28 februari 2022 uit de EuroLeague competitie gezet. De buitenlandse spelers Tornike Shengelia, Johannes Voigtmann, Gabriel Lundberg, Marius Grigonis, Kevin Pangos, Daniel Hackett en Joel Bolomboy verlieten het team. De Griekse coach Itoudis verliet het team in juni 2022 na de verloren finale om de VTB United League terwijl hij nog een contract had voor één jaar.
Sinds 2008 komt CSKA uit in de VTB United League. Ze wonnen die league dertien keer. Deze league is ter vervanging van de Russische superliga. Verschillende sterspelers hebben voor CSKA gespeeld waaronder: Andrej Kirilenko, Darius Songaila, Gordan Giriček, Oleksandr Volkov, Sergej Belov, Vladimir Tkatsjenko, Viktor Pankrasjkin, Sergej Tarakanov, Valeri Tichonenko, Marcus Brown, Nando de Colo, Theodoros Papaloukas en Viktor Chrjapa.

## Naamswijzigingen
- 1938-1948 : CDKA Moskou
- 1948-1952 : VVS MVO Moskou ¹
- 1952-1954 : CDSA Moskou
- 1954-1960 : CSK MO Moskou
- 1960-heden: CSKA Moskou

¹ :(Sommige bronnen tellen deze naam bij de club, sommige tellen hem niet.)

## Arena
De thuiswedstrijd in de finale om de FIBA European Champions Cup in het seizoen 1960/61 werd gespeeld in het Leninstadion voor 8.000 toeschouwers. De twee thuiswedstrijden in de finale om de FIBA European Champions Cup in het seizoen 1962/63 werd ook gespeeld in het Leninstadion. Er waren bij die twee wedstrijden 20.000 toeschouwers aanwezig. De thuiswedstrijd in de finale om de FIBA European Champions Cup in het seizoen 1964/65 werd ook gespeeld in het Leninstadion. CSKA speelde van 1979 tot 2015 al haar thuiswedstrijden, zowel nationale en Europese competitiewedstrijden, in de Aleksandr Gomelski Universal Sports Hall CSKA met 5.500 zitplaatsen. Op 23 januari 2008 speelde CSKA ook een thuis wedstrijd in de EuroLeague tegen TAU Cerámica uit Spanje in de Megasport Arena met 13.126 zitplaatsen. Sinds het begin van het seizoen 2015/16, speelde CSKA zijn thuiswedstrijden om de EuroLeague in de Megasport Arena, terwijl ze de thuiswedstrijden om de VTB United League in de Aleksandr Gomelski Universal Sports Hall CSKA spelen.
- Leninstadion – 13.700 zitplaatsen
- Aleksandr Gomelski Universal Sports Hall CSKA – 5.500 zitplaatsen
- Megasport Arena – 13.126 zitplaatsen

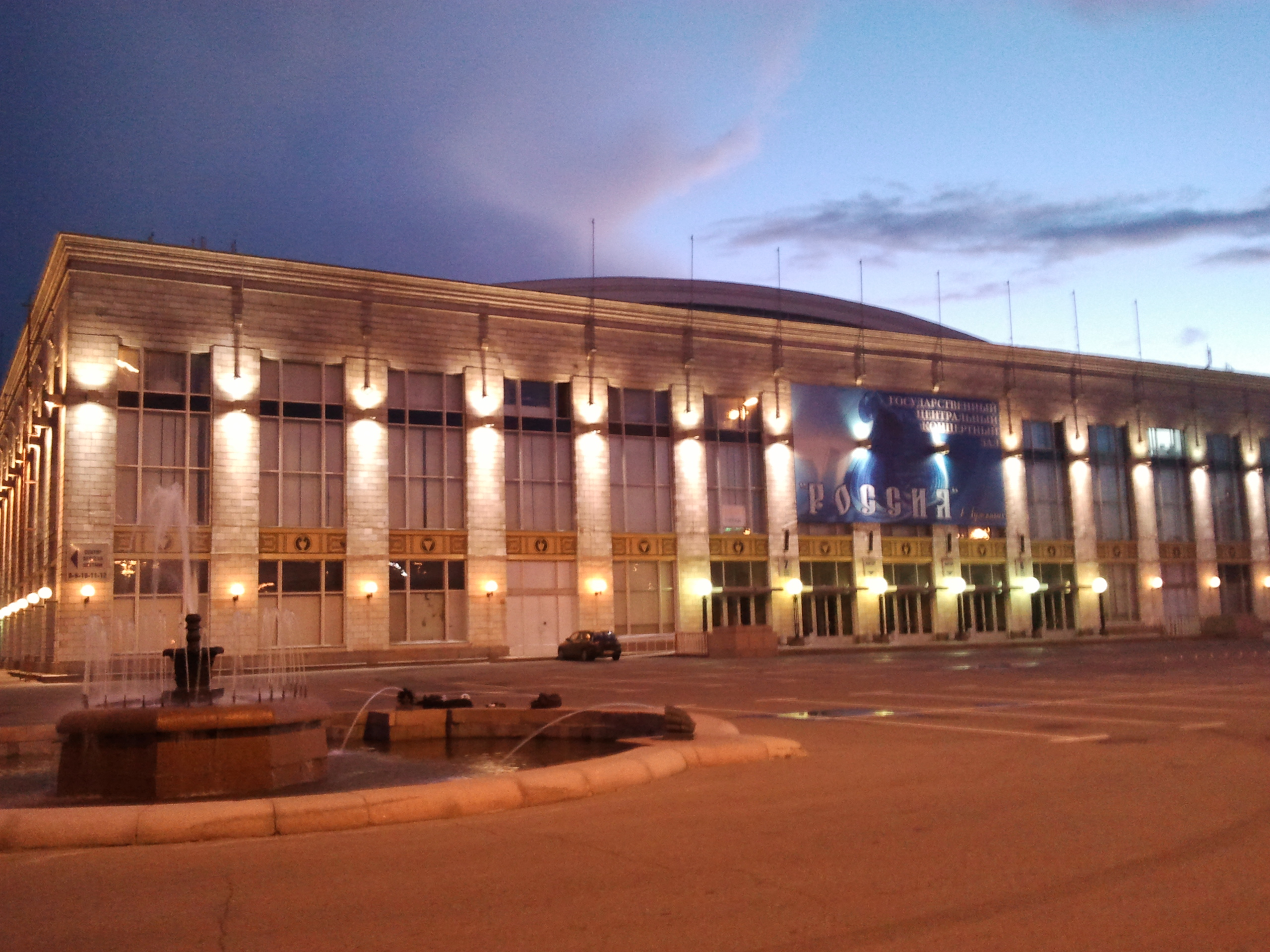
Leninstadion.
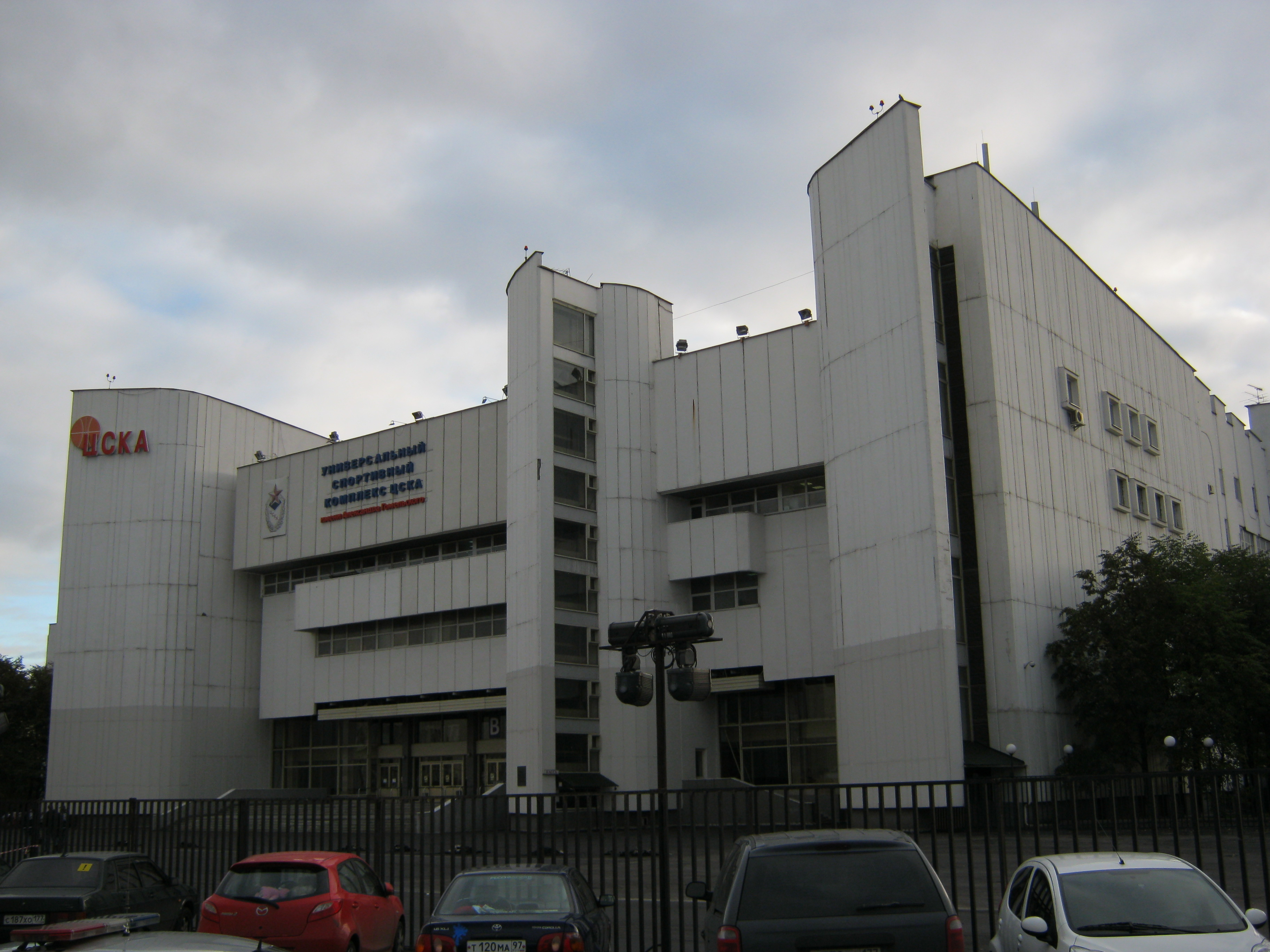
Aleksandr Gomelski Universal Sports Hall CSKA.
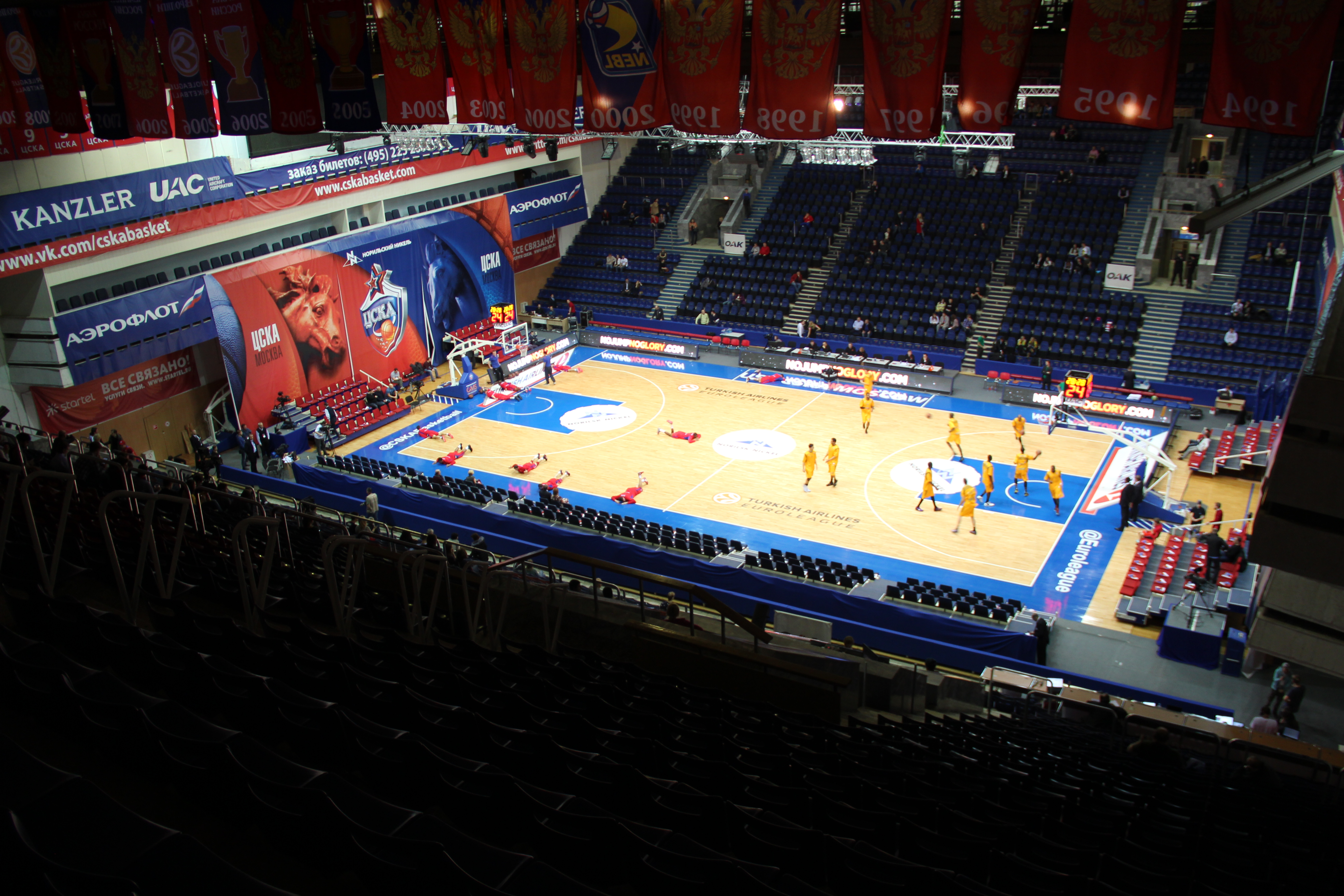
Aleksandr Gomelski Universal Sports Hall CSKA (Binnen).
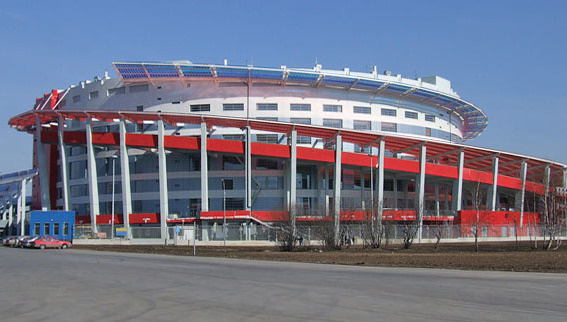
Megasport Arena.
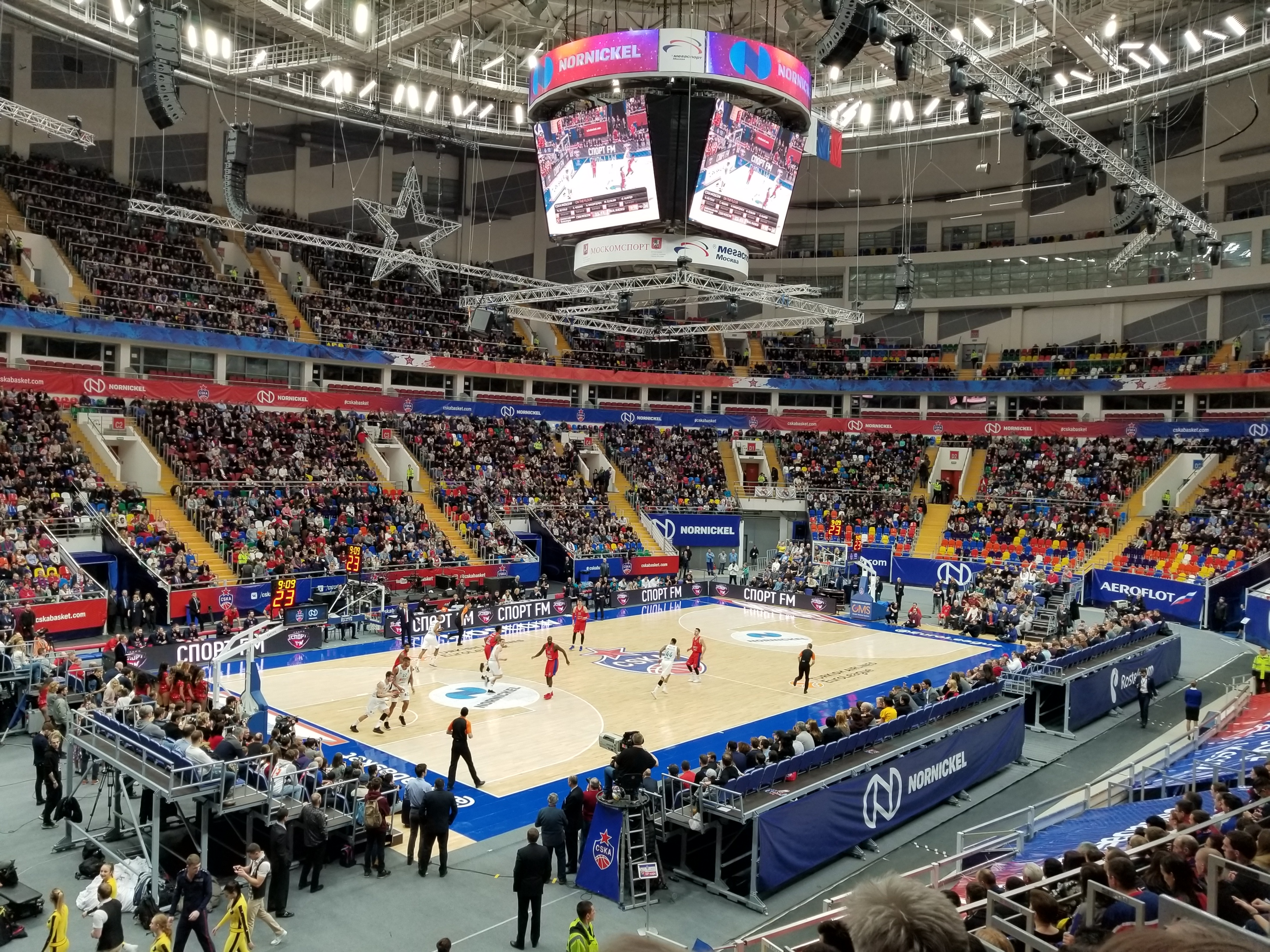
Megasport Arena (Binnen).

## Rivaliteit met Žalgiris Kaunas
Žalgiris Kaunas was een rivaal op sportief gebied ten tijde van de Sovjet-Unie in midden jaren 80. De wedstrijden tegen Žalgiris werden ook als 'toppers' bestempeld. De rivaliteit met Žalgiris kwam voort uit diverse oorzaken, zoals het bezet houden van Litouwen in de ogen van de Litouwers en dat CSKA werd geassocieerd met het Rode Leger. De rivaliteit diende als een belangrijke inspiratiebron voor de Litouwse nationale revival die hebben bijgedragen aan het ontstaan van de Sąjūdis nationale beweging en het herstel van de onafhankelijkheid staat. Vooral als ze speelden in de Kaunas Sports Hall.

## Sponsors

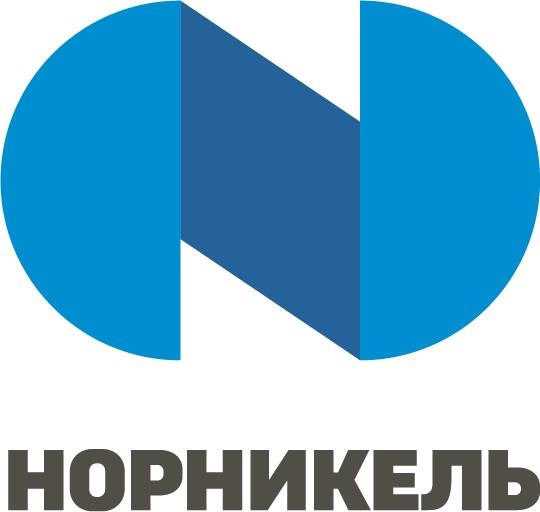
Eigenaar CSKA Moskou.

De volgende bedrijven hebben momenteel sponsorcontracten met CSKA Moskou:
- Nornikel (eigenaar)

| - Rostelecom - Aeroflot - JSC Nevinnomyssky Azot - Nike - Winline - Red Bull | - Ekodar - Baikal430 - Moskou Endocriene Plant - Viber - World Class - GMS Clinic |

Laatste update: 10 augustus 2021.

## Resultaten

### Staafdiagram
Het cijfer in iedere staaf is de bereikte positie aan het eind van de competitie.
| 12 |

| 9 |

| 13 |

| 1 |

| 2 |

| 3 |

| 7 |

| x¹ |

| x¹ |

| x¹ |

| x¹ |

| 2 |

| 2 |

| 2 |

| x² |

| 2 |

| 2 |

| x² |

| 1 |

| 1 |

| 1 |

| x² |

| 1 |

| 1 |

| 1 |

| x² |

| 3 |

| 1 |

| 1 |

| 1 |

| 1 |

| 1 |

| 1 |

| 2 |

| 1 |

| 1 |

| 1 |

| 1 |

| 1 |

| 1 |

| 1 |

| 1 |

| 1 |

| 2 |

| 2 |

| 2 |

| 1 |

| 3 |

| 1 |

| 4 |

| 4 |

| 1 |

| 1 |

| 1 |

| 1 |

| 1 |

| 1 |

| 1 |

| 1 |

| 1 |

| 4 |

| 5 |

| 1 |

| 1 |

| 1 |

| 1 |

| 1 |

| 1 |

| 1 |

| 1 |

| 1 |

| 1 |

| 1 |

| 1 |

| 1 |

| 1 |

| 1 |

| 1 |

| 1 |

| x³ |

| 1 |

| 2 |

| 3 |

| 1 |

| 1 |

| Landskampioen Sovjet-Unie |
| Landskampioen GOS         |
| Landskampioen Rusland     |
| VTB United League         |

| Landskampioen Sovjet-Unie |
| Landskampioen GOS         |
| Landskampioen Rusland     |
| VTB United League         |

x¹ Van 1948 t/m 1952 werd de club vervangen door VVS MVO Moskou.
x² In 1956, 1959, 1963 en 1967 werd er gespeeld door steden teams en nationale teams van de SSR.
x³ In 2020 competitie gestaakt en later definitief beëindigd vanwege de coronapandemie.

### Tabel
| Seizoen | Landelijk | Landelijk           | Landelijk | Beker                                                  | Europees      | Europees                    | Europees       |
| Seizoen | Niv.      | Comp.               | Pos.      | USSR Cup (1949-1992) Bekerwinnaar Rusland (1992-heden) | Niv.          | Comp.                       | Resultaat      |
| ------- | --------- | ------------------- | --------- | ------------------------------------------------------ | ------------- | --------------------------- | -------------- |
| 1937–38 | 1         | Premjer-Liga        | 12        | Geen toernooi                                          | Geen toernooi | Geen toernooi               | Geen toernooi  |
| 1938–39 | 1         | Premjer-Liga        | 9         | Geen toernooi                                          | Geen toernooi | Geen toernooi               | Geen toernooi  |
| 1939–40 | 1         | Premjer-Liga        | 13        | Geen toernooi                                          | Geen toernooi | Geen toernooi               | Geen toernooi  |
| 1944–45 | 1         | Premjer-Liga        | 1         | Geen toernooi                                          | Geen toernooi | Geen toernooi               | Geen toernooi  |
| 1945–46 | 1         | Premjer-Liga        | 2         | Geen toernooi                                          | Geen toernooi | Geen toernooi               | Geen toernooi  |
| 1946–47 | 1         | Premjer-Liga        | 3         | Geen toernooi                                          | Geen toernooi | Geen toernooi               | Geen toernooi  |
| 1947–48 | 1         | Premjer-Liga        | 7         | Geen toernooi                                          | Geen toernooi | Geen toernooi               | Geen toernooi  |
| 1948–49 | x¹        | x¹                  | x¹        | x¹                                                     | Geen toernooi | Geen toernooi               | Geen toernooi  |
| 1949–50 | x¹        | x¹                  | x¹        | x¹                                                     | Geen toernooi | Geen toernooi               | Geen toernooi  |
| 1950–51 | x¹        | x¹                  | x¹        | x¹                                                     | Geen toernooi | Geen toernooi               | Geen toernooi  |
| 1951–52 | x¹        | x¹                  | x¹        | x¹                                                     | Geen toernooi | Geen toernooi               | Geen toernooi  |
| 1952–53 | 1         | Premjer-Liga        | 2         | Laatste 8                                              | Geen toernooi | Geen toernooi               | Geen toernooi  |
| 1953–54 | 1         | Premjer-Liga        | 2         | Geen toernooi                                          | Geen toernooi | Geen toernooi               | Geen toernooi  |
| 1954–55 | 1         | Premjer-Liga        | 2         | Geen toernooi                                          | Geen toernooi | Geen toernooi               | Geen toernooi  |
| 1955–56 | x²        | x²                  | x²        | Geen toernooi                                          | Geen toernooi | Geen toernooi               | Geen toernooi  |
| 1956–57 | 1         | Premjer-Liga        | 2         | Geen toernooi                                          | Geen toernooi | Geen toernooi               | Geen toernooi  |
| 1957–58 | 1         | Premjer-Liga        | 2         | Geen toernooi                                          | -             | -                           | -              |
| 1958–59 | x²        | x²                  | x²        | Geen toernooi                                          | -             | -                           | -              |
| 1959–60 | 1         | Premjer-Liga        | 1         | Geen toernooi                                          | -             | -                           | -              |
| 1960–61 | 1         | Premjer-Liga        | 1         | Geen toernooi                                          | 1             | FIBA European Champions Cup | Winnaar        |
| 1961–62 | 1         | Premjer-Liga        | 1         | Geen toernooi                                          | 1             | FIBA European Champions Cup | Laatste 4      |
| 1962–63 | x²        | x²                  | x²        | Geen toernooi                                          | 1             | FIBA European Champions Cup | Winnaar        |
| 1963–64 | 1         | Premjer-Liga        | 1         | Geen toernooi                                          | 1             | FIBA European Champions Cup | Teruggetrokken |
| 1964–65 | 1         | Premjer-Liga        | 1         | Geen toernooi                                          | 1             | FIBA European Champions Cup | Tweede         |
| 1965–66 | 1         | Premjer-Liga        | 1         | Geen toernooi                                          | 1             | FIBA European Champions Cup | Derde          |
| 1966–67 | x²        | x²                  | x²        | Geen toernooi                                          | -             | -                           | -              |
| 1967–68 | 1         | Premjer-Liga        | 3         | Geen toernooi                                          | -             | -                           | -              |
| 1968–69 | 1         | Premjer-Liga        | 1         | Laatste 16                                             | 1             | FIBA European Champions Cup | Winnaar        |
| 1969–70 | 1         | Premjer-Liga        | 1         | Geen toernooi                                          | 1             | FIBA European Champions Cup | Tweede         |
| 1970–71 | 1         | Premjer-Liga        | 1         | Geen toernooi                                          | 1             | FIBA European Champions Cup | Winnaar        |
| 1971–72 | 1         | Premjer-Liga        | 1         | Winnaar                                                | -             | -                           | -              |
| 1972–73 | 1         | Premjer-Liga        | 1         | Winnaar                                                | 1             | FIBA European Champions Cup | Tweede         |
| 1973–74 | 1         | Premjer-Liga        | 1         | Geen toernooi                                          | -             | -                           | -              |
| 1974–75 | 1         | Premjer-Liga        | 2         | Geen toernooi                                          | -             | -                           | -              |
| 1975–76 | 1         | Premjer-Liga        | 1         | Geen toernooi                                          | -             | -                           | -              |
| 1976–77 | 1         | Premjer-Liga        | 1         | Geen toernooi                                          | 1             | FIBA European Champions Cup | Laatste 4      |
| 1977–78 | 1         | Premjer-Liga        | 1         | Groepsfase                                             | -             | -                           | -              |
| 1978–79 | 1         | Premjer-Liga        | 1         | Geen toernooi                                          | -             | -                           | -              |
| 1979–80 | 1         | Premjer-Liga        | 1         | Geen toernooi                                          | -             | -                           | -              |
| 1980–81 | 1         | Premjer-Liga        | 1         | Geen toernooi                                          | 1             | FIBA European Champions Cup | Laatste 4      |
| 1981–82 | 1         | Premjer-Liga        | 1         | Geen toernooi                                          | 1             | FIBA European Champions Cup | Laatste 8      |
| 1982–83 | 1         | Premjer-Liga        | 1         | Geen toernooi                                          | 1             | FIBA European Champions Cup | Laatste 4      |
| 1983–84 | 1         | Premjer-Liga        | 1         | Geen toernooi                                          | -             | -                           | -              |
| 1984–85 | 1         | Premjer-Liga        | 2         | Geen toernooi                                          | 1             | FIBA European Champions Cup | Laatste 4      |
| 1985–86 | 1         | Premjer-Liga        | 2         | Geen toernooi                                          | 2             | European Cup Winners' Cup   | Laatste 4      |
| 1986–87 | 1         | Premjer-Liga        | 2         | Geen toernooi                                          | 2             | European Cup Winners' Cup   | Laatste 4      |
| 1987–88 | 1         | Premjer-Liga        | 1         | Geen toernooi                                          | -             | -                           | -              |
| 1988–89 | 1         | Premjer-Liga        | 3         | Geen toernooi                                          | 1             | FIBA European Champions Cup | Laatste 8      |
| 1989–90 | 1         | Premjer-Liga        | 1         | Geen toernooi                                          | 3             | Korać Cup                   | Laatste 4      |
| 1990–91 | 1         | Premjer-Liga        | 4         | Geen toernooi                                          | 1             | FIBA European Champions Cup | Laatste 16     |
| 1991–92 | 1         | Premjer-Liga        | 4         | Geen toernooi                                          | -             | -                           | -              |
| 1991–92 | 1         | Russische superliga | 1         | Geen toernooi                                          | -             | -                           | -              |
| 1992–93 | 1         | Russische superliga | 1         | Geen toernooi                                          | 1             | FIBA European Champions Cup | Laatste 32     |
| 1993–94 | 1         | Russische superliga | 1         | Geen toernooi                                          | 1             | FIBA European Champions Cup | Laatste 64     |
| 1994–95 | 1         | Russische superliga | 1         | Geen toernooi                                          | 1             | FIBA European Champions Cup | Laatste 8      |
| 1995–96 | 1         | Russische superliga | 1         | Geen toernooi                                          | 1             | FIBA European Champions Cup | Derde          |
| 1996–97 | 1         | Russische superliga | 1         | Geen toernooi                                          | 1             | EuroLeague                  | Laatste 32     |
| 1997–98 | 1         | Russische superliga | 1         | Geen toernooi                                          | 1             | EuroLeague                  | Laatste 8      |
| 1998–99 | 1         | Russische superliga | 1         | Geen toernooi                                          | 1             | EuroLeague                  | Laatste 16     |
| 1999–00 | 1         | Russische superliga | 1         | -                                                      | 1             | EuroLeague                  | Laatste 16     |
| 2000–01 | 1         | Russische superliga | 4         | Geen toernooi                                          | 1             | EuroLeague                  | Laatste 4      |
| 2001–02 | 1         | Russische superliga | 5         | Geen toernooi                                          | 1             | EuroLeague                  | Laatste 8      |
| 2002–03 | 1         | Russische superliga | 1         | Tweede                                                 | 1             | EuroLeague                  | Laatste 4      |
| 2003–04 | 1         | Russische superliga | 1         | Tweede                                                 | 1             | EuroLeague                  | Derde          |
| 2004–05 | 1         | Russische superliga | 1         | Winnaar                                                | 1             | EuroLeague                  | Vierde         |
| 2005–06 | 1         | Russische superliga | 1         | Winnaar                                                | 1             | EuroLeague                  | Winnaar        |
| 2006–07 | 1         | Russische superliga | 1         | Winnaar                                                | 1             | EuroLeague                  | Tweede         |
| 2007–08 | 1         | Russische superliga | 1         | Tweede                                                 | 1             | EuroLeague                  | Winnaar        |
| 2008–09 | 1         | Russische superliga | 1         | Derde                                                  | 1             | EuroLeague                  | Tweede         |
| 2009–10 | 1         | Russische superliga | 1         | Winnaar                                                | 1             | EuroLeague                  | Derde          |
| 2010–11 | 1         | Russische superliga | 1         | -                                                      | 1             | EuroLeague                  | Groepsfase     |
| 2011–12 | 1         | Russische superliga | 1         | -                                                      | 1             | EuroLeague                  | Tweede         |
| 2012–13 | 1         | VTB United League   | 1         | -                                                      | 1             | EuroLeague                  | Derde          |
| 2013–14 | 1         | VTB United League   | 1         | Laatste 16                                             | 1             | EuroLeague                  | Vierde         |
| 2014–15 | 1         | VTB United League   | 1         | -                                                      | 1             | EuroLeague                  | Derde          |
| 2015–16 | 1         | VTB United League   | 1         | -                                                      | 1             | EuroLeague                  | Winnaar        |
| 2016–17 | 1         | VTB United League   | 1         | -                                                      | 1             | EuroLeague                  | Derde          |
| 2017–18 | 1         | VTB United League   | 1         | -                                                      | 1             | EuroLeague                  | Vierde         |
| 2018–19 | 1         | VTB United League   | 1         | -                                                      | 1             | EuroLeague                  | Winnaar        |
| 2019–20 | 1         | VTB United League   | x³        | -                                                      | 1             | EuroLeague                  | x³             |
| 2020–21 | 1         | VTB United League   | 1         | -                                                      | 1             | EuroLeague                  | Vierde         |
| 2021–22 | 1         | VTB United League   | 2         | -                                                      | 1             | EuroLeague                  | x°             |
| 2022–23 | 1         | VTB United League   | 3         | -                                                      | 1             | EuroLeague                  | x°             |
| 2023–24 | 1         | VTB United League   | 1         | -                                                      | 1             | EuroLeague                  | x°             |
| 2024–25 | 1         | VTB United League   | 1         | -                                                      | 1             | EuroLeague                  | x°             |

Laatste update: 9 juni 2024.
x¹ Van 1948 t/m 1952 werd de club vervangen door VVS MVO Moskou
x² In 1956, 1959, 1963 en 1967 werd er gespeeld door steden teams en nationale teams van de SSR
x³ In 2020 competitie gestaakt en later definitief beëindigd vanwege de Coronapandemie
x° In 2021/22, 2022/23, 2023/24 en 2024/25 werd CSKA samen met de andere twee Russische clubs uit de EuroLeague gezet vanwege de Russische invasie van Oekraïne in 2022
x CSKA Moskou (titelhouder) trok zich in 1964 terug uit de FIBA European Champions Cup. De "officiële" verklaring van de Sovjet Basketbal Federatie was om zich op de Olympische Spelen voor te bereiden.

## Erelijst

### Grote toernooien

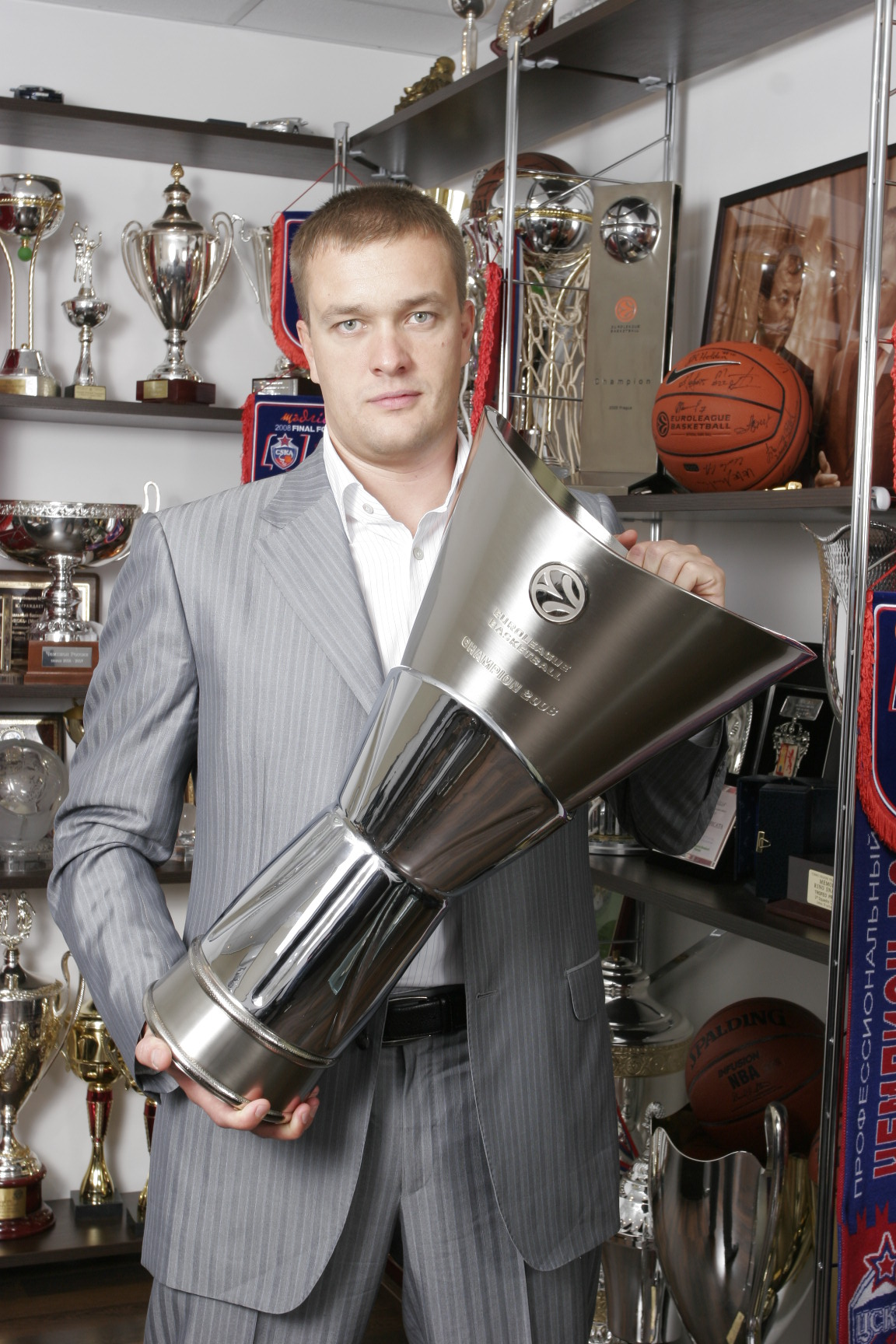
President Andrej Vatoetin.

| Internationaal                           |     | |
| FIBA European Champions Cup / EuroLeague | 8x  | 1961, 1963, 1969, 1971, 2006, 2008, 2016, 2019 |
| NEBL                                     | 1x  | 2000 |
| VTB United League                        | 13x | 2008, 2010, 2012, 2013, 2014, 2015, 2016, 2017, 2018, 2019, 2021, 2024, 2025                                                                                                 |
| VTB United League Supercup               | 2x  | 2021, 2024 |
| Nationaal                                |     | |
| Premjer-Liga                             | 24x | 1945, 1960, 1961, 1962, 1964, 1965, 1966, 1969, 1970, 1971, 1972, 1973, 1974, 1976, 1977, 1978, 1979, 1980, 1981, 1982, 1983, 1984, 1988, 1990                               |
| USSR Cup                                 | 2x  | 1972, 1973 |
| Superliga                                | 29x | 1992, 1993, 1994, 1995, 1996, 1997, 1998, 1999, 2000, 2003, 2004, 2005, 2006, 2007, 2008, 2009, 2010, 2011, 2012, 2013, 2014, 2015, 2016, 2017, 2018, 2019, 2021, 2024, 2025 |
| Beker van Rusland                        | 4x  | 2005, 2006, 2007, 2010 |
| Onofficieel                              |     | |
| Triple Crown                             | 1x  | 2006 |

### Kleine toernooien
| Internationaal                                   |     |                                                            |
| Gomelski Cup                                     | 10x | 2010, 2011, 2012, 2013, 2014, 2015, 2016, 2018, 2019, 2020 |
| Kondrasjin & Belov Cup                           | 7x  | 1996, 2003, 2004, 2005, 2006, 2008, 2010                   |
| Bekertoernooi van de Russische spoorwegen        | 1x  | 2011                                                       |
| Neva Cup                                         | 1x  | 2020                                                       |
| Trophy Raimundo Saporta-Memorial Fernando Martín | 1x  | 1998                                                       |
| Champions Cup                                    | 1x  | 2003                                                       |
| Torneo Internazionale Citta di Moncalieri        | 2x  | 2005, 2006                                                 |
| Trofeo Città di Caserta                          | 1x  | 2011                                                       |
| BEKO Leagues Cup                                 | 1x  | 2012                                                       |
| Rixos Cup                                        | 1x  | 2014                                                       |
| Gloria Cup                                       | 2x  | 2014, 2019                                                 |

## Team

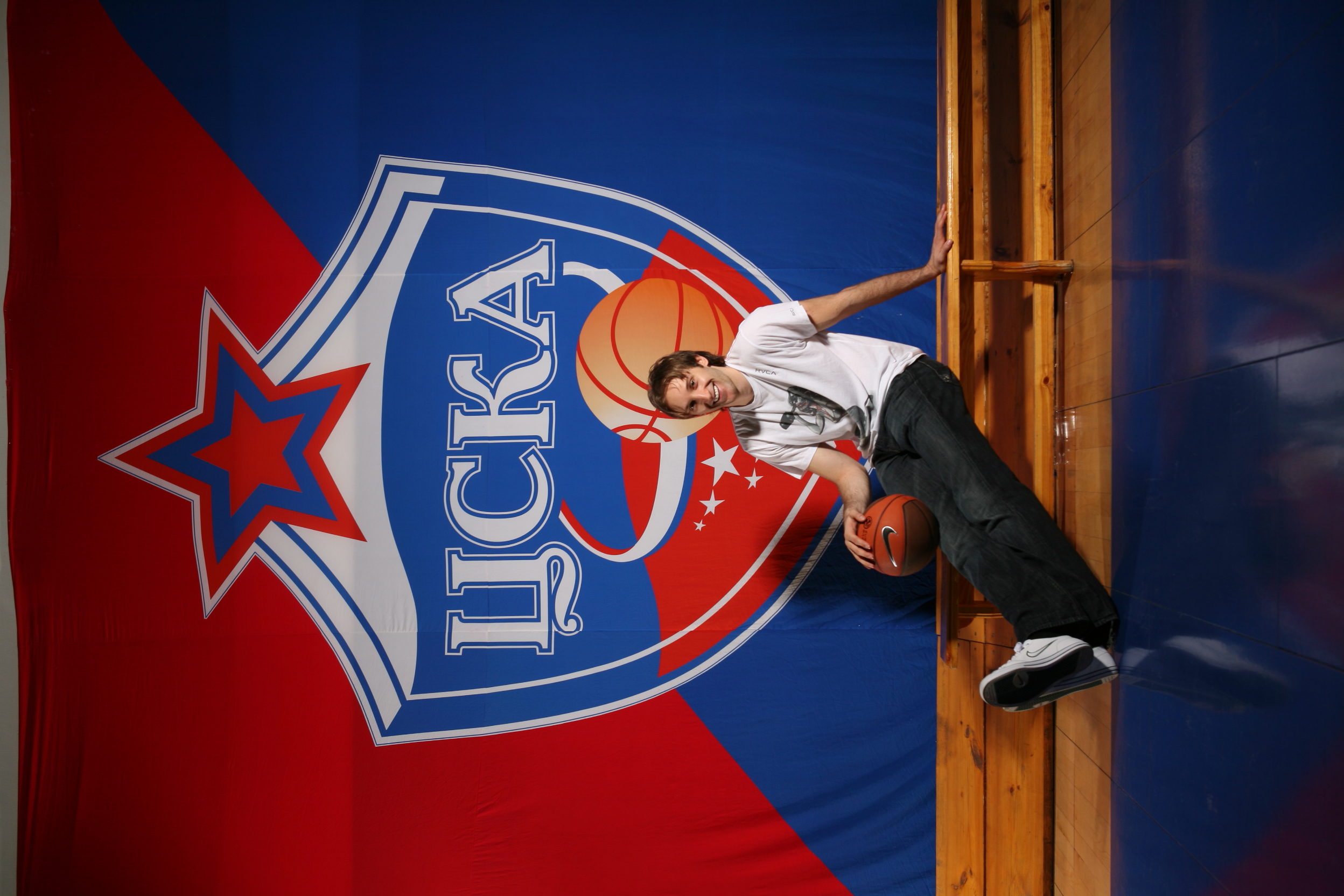
Oud speler Zoran Planinić voor het oude logo van CSKA dat t/m het seizoen 2016/17 werd gebruikt.

| Pos. | Startende 5        | Bank 1             | Bank 2                | Bank 3               |  |
| ---- | ------------------ | ------------------ | --------------------- | -------------------- |  |
| C    | Livio Jean-Charles | Tonye Jekiri       |                       | Aleksandr Gankevitsj |  |
| PF   | Amath M'Baye       | Semjon Antonov     | Roeslan Abdoelbasirov |                      |  |
| SF   | Nikita Koerbanov   | Anton Astapkovitsj |                       |                      |  |
| SG   | Aleksa Avramović   | Ivan Oechov        |                       | Nikita Michailovski  |  |
| PG   | Casper Ware        | Melo Trimble       | Vladimir Karpenko     | Joei Oemrichin       |  |

## Bekende (oud-)spelers
| - - Jevgeni Aleksejev - - Vladimir Andrejev - - Vladimir Arzamaskov - - Anatoli Astachov - - Sergej Bazarevitsj - - Sergej Belov - - Anatoli Blik - - Oleg Borodin - - Arkadi Botsjkarjov - - Viktor Charitonov - - Vjatsjeslav Chrynin - - Aleksandr Goesev - - Vladimir Gomelski - - Vladimir Gorin - - Vladimir Illjoek - - Sergej Jastrebov - - Stanislav Jerjomin - - Aleksandr Jermolinski - - Anton Joedin - - Jevgeni Karpov - - Aleksandr Koelkov - - Anatoli Konev - - Joeri Kornejev - - Andrej Kornev - - Nikolaj Kovyrkin - - Jevgeni Kovalenko - - Andrej Lopatov - - Boris Mersjin - - Valeri Miloserdov - - Aleksandr Moisejev | - - Anatoli Mysjkin - - Roedolf Nesterov - - Viktor Pankrasjkin - - Viktor Petrakov - - Sergej Popov - - Michail Semjonov - - Aleksandr Sidjakin - - Boris Soebbotin - - Dmitri Soecharev - - Sergej Tarakanov - - Sergej Tarasov - - Valeri Tichonenko - - Vladimir Tkatsjenko - - Aleksandr Travin - - Gennadi Volnov - - Viktor Zoebkov - - Armenak Alachachian - - Aleksandr Petrov - - Heino Enden - - Jaak Lipso - - Giorgi Goepalov - - Vladimir Illjoek - - Igors Miglinieks - - Gunārs Siliņš - - Gundars Vētra - - Rimas Kurtinaitis - - Oleksandr Bilostinnyj - - Viktor Berezjnyj - - Valerij Hoborov - - Serhij Kovalenko | - - Anatolij Kovtoen - - Oleksandr Salnikov - - Oleksandr Volkov - - Alzjan Zjarmoechamedov - - Nikolaj Djatsjenko - - Ivan Edesjko - Semjon Antonov - Roeslan Avlejev - Maksim Astanin - Sergej Babkov - Aleksandr Basjminov - Sergej Bykov - Viktor Chrjapa - Vladimir Djatsjok - Dmitri Domani - Andrej Fetisov - Vitali Fridzon - Sergej Ivanov - Vasili Karasjov - Anatoli Kasjirov - Sasha Kaoen - Andrej Kirilenko - Jevgeni Kisoerin - Viktor Kejroe - Igor Koedelin - Dmitri Koelagin - Michail Koelagin - Igor Koerasjov - Nikita Koerbanov - Vladislav Kondratov | - - Pavel Korobkov - Ivan Lazarev - Aleksandr Miloserdov - Sergej Monja - Nikita Morgoenov - Vitali Nosov - Ivan Oechov - Sergej Panov - Jevgeni Pasjoetin - Zachar Pasjoetin - Aleksandr Petrenko - Anton Ponkrasjov - Aleksej Savrasjenko - Dmitri Sjakoelin - Aleksej Sjved - Dmitri Sokolov - Andrej Vorontsevitsj - Vasili Zavoroejev - Tomas Van Den Spiegel - Martin Müürsepp - Nando de Colo - Theodoros Papaloukas - Nikos Zisis - Joel Freeland - Gordan Giriček - Zoran Planinić - Raimonds Miglinieks - Gintaras Einikis - Darjuš Lavrinovič - Ramūnas Šiškauskas | - Darius Songaila - Nenad Krstić - Vladimir Micov - Miloš Teodosić - - Mirsad Türkcan - Matjaž Smodiš - Sergio Rodríguez - Victor Alexander - Marcus Brown - Cory Higgins - Kyle Hines - Othello Hunter - Aaron Jackson - Rusty LaRue - Terence Morris - Alec Peters - David Vanterpool |

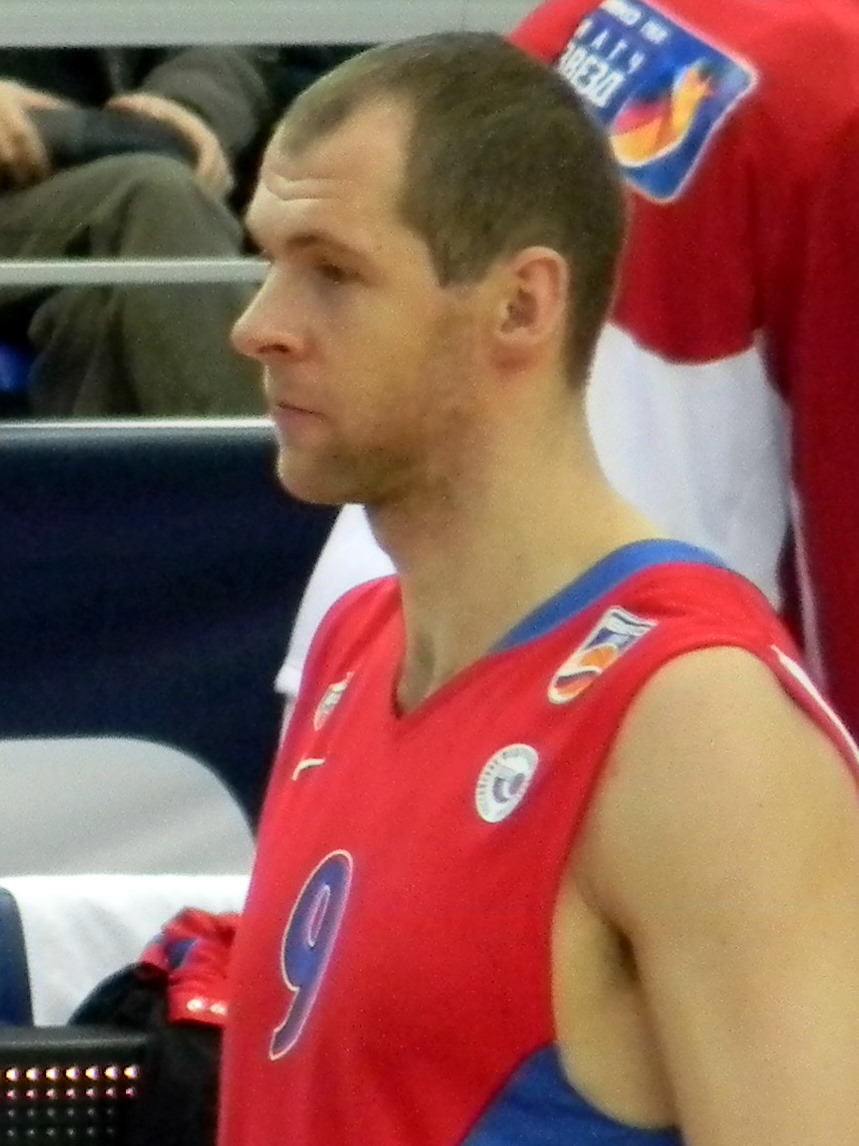
Ramūnas Šiškauskas.
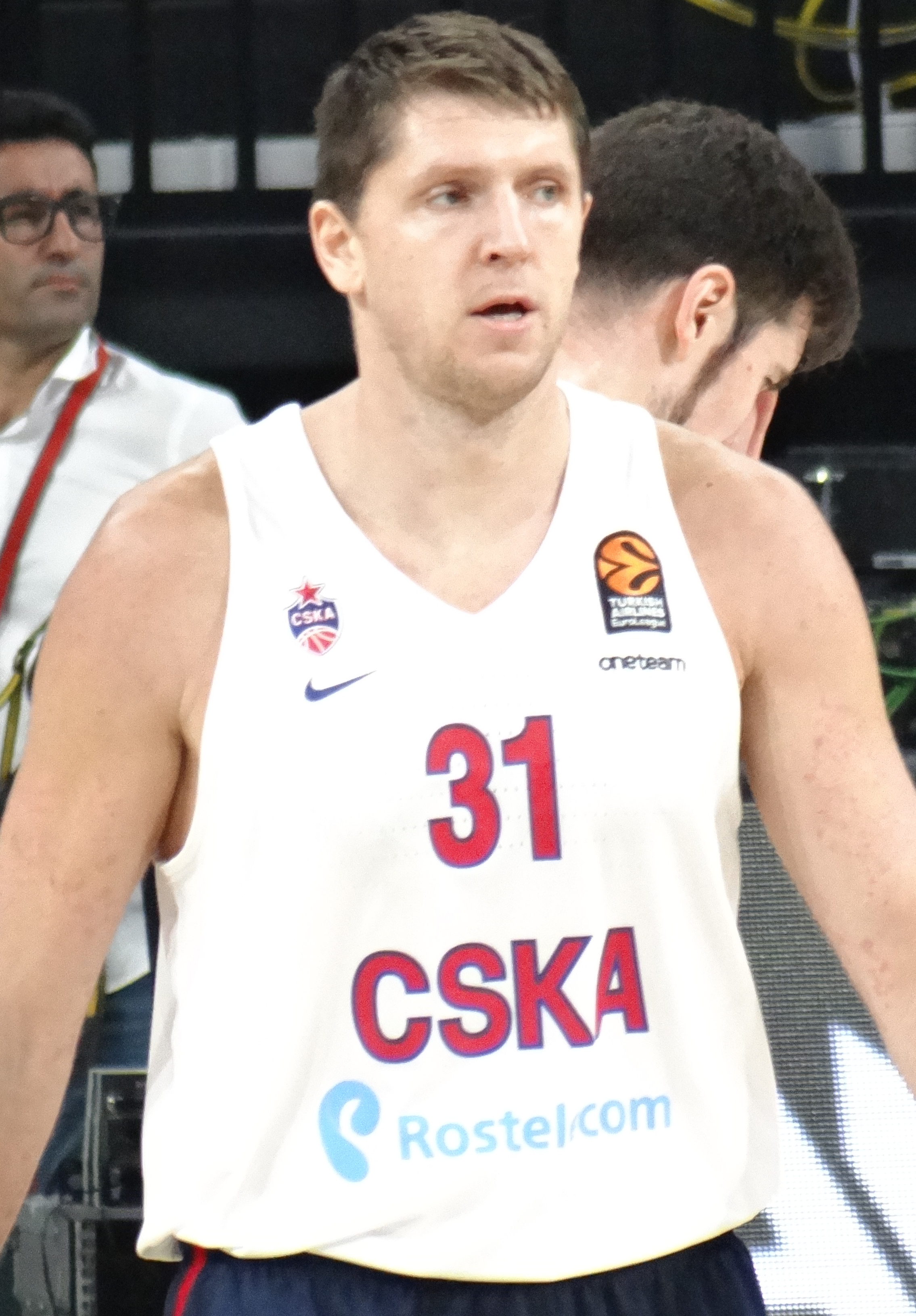
Viktor Chrjapa.
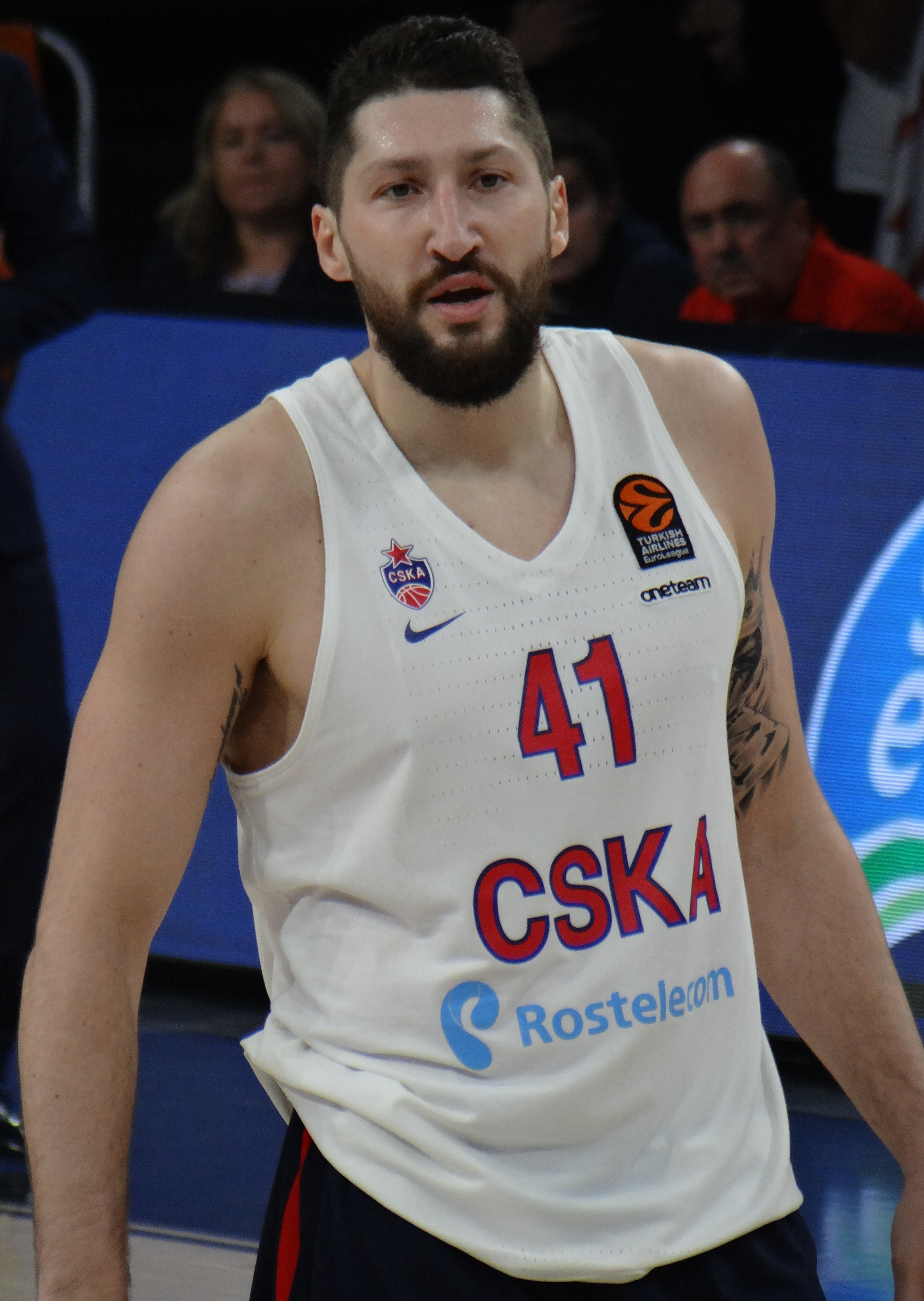
Nikita Koerbanov.
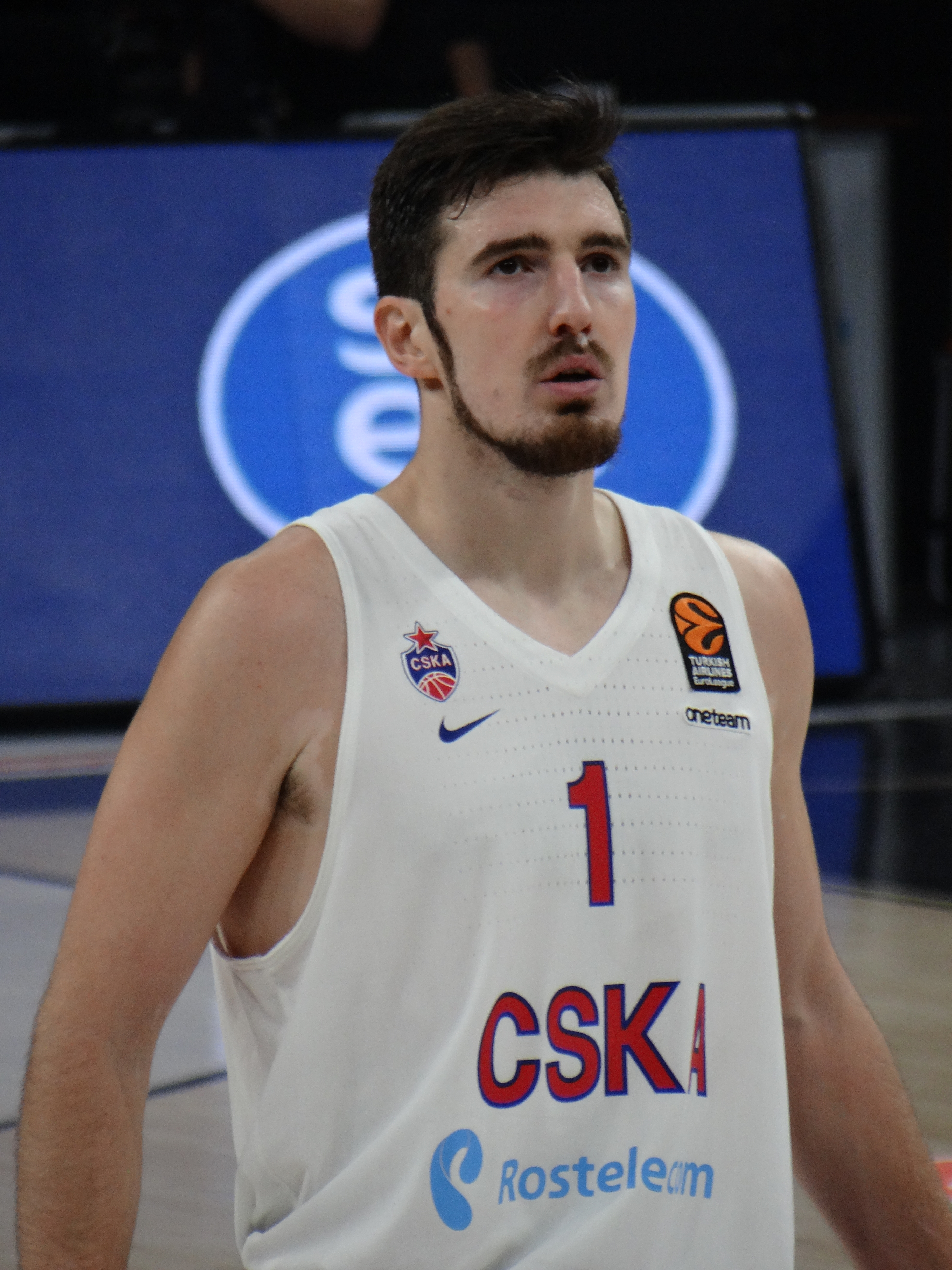
Nando de Colo.
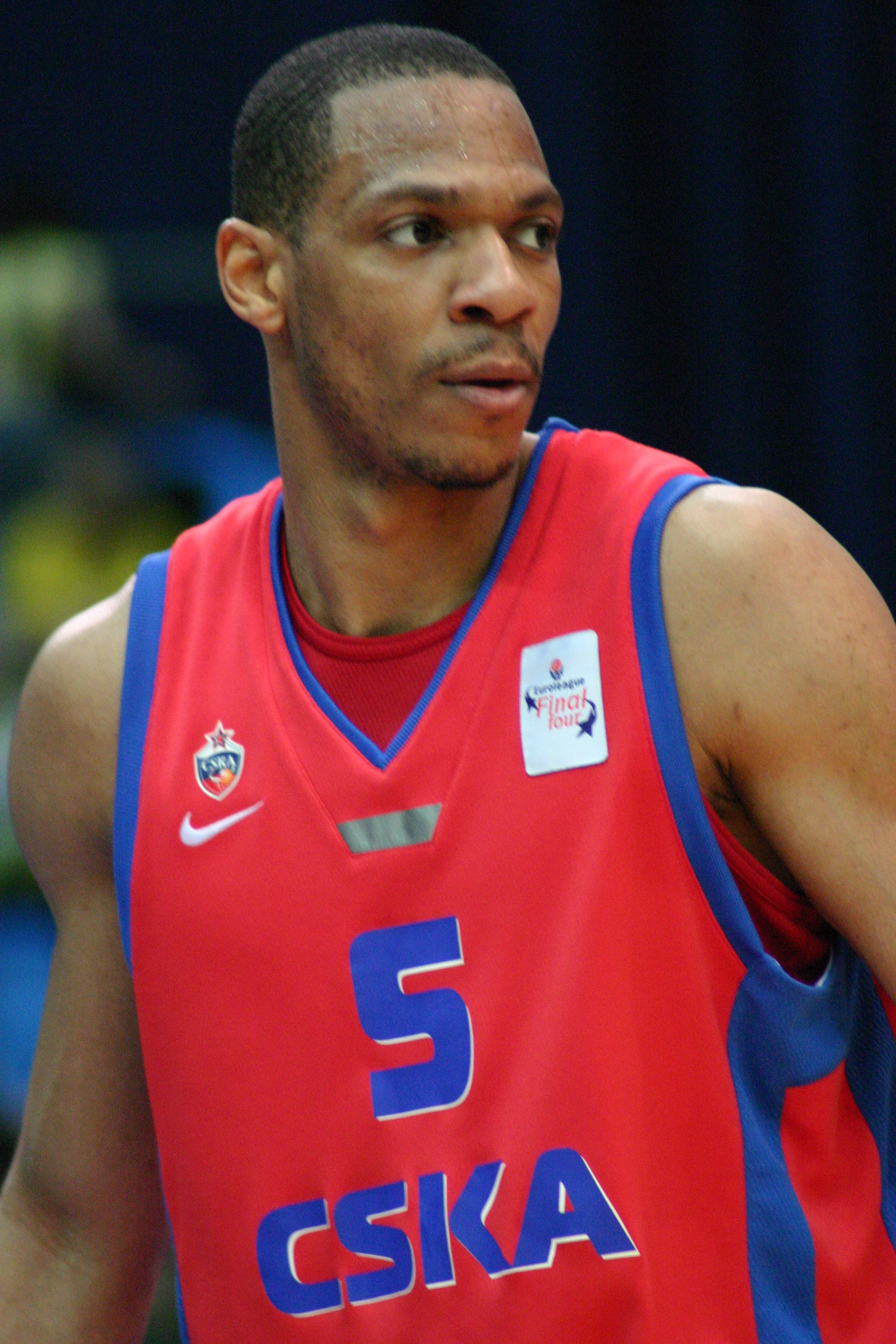
Marcus Brown.

## Bekende (oud-)coaches
| - 1937-1948 – - Viktor Grigorev - 1948-1952 – * - 1952-1967 – - Jevgeni Aleksejev - 1967-1970 – - Armenak Alachachian - 1970-1980 – - Aleksandr Gomelski - 1980-1981 – - Joeri Selichov - 1981 – - Vadim Kapranov - 1982 – - Sergej Belov - 1982-1985 – - Joeri Selichov - 1985-1986 – - Aleksandr Gomelski - 1986-1989 – - Joeri Selichov | - 1989-1990 – - Sergej Belov - 1990-1992 – - Ivan Edesjko - 1992-2000 – - Stanislav Jerjomin - 2000-2002 – Valeri Tichonenko - 2002-2005 – - Dušan Ivković - 2005-2009 – Ettore Messina - 2009-2010 – Jevgeni Pasjoetin - 2010 – Duško Vujošević - 2010 – Dmitri Sjakoelin - 2010-2012 – Jonas Kazlauskas - 2012-2014 – Ettore Messina | - 2014-2022 – Dimitrios Itoudis - 2022-2024 – Emil Rajković - 2024-... – Andreas Pistiolis |

* Van 1948 t/m 1952 werd de club vervangen door VVS MVO Moskou met coaches - Pavel Tsetlin en - Konstantin Travin

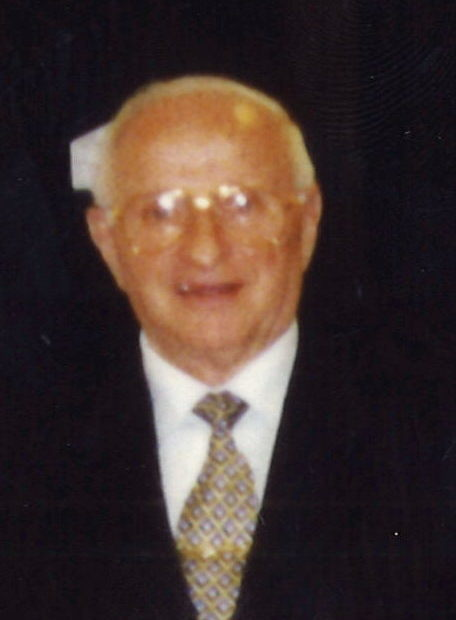
Aleksandr Gomelski.
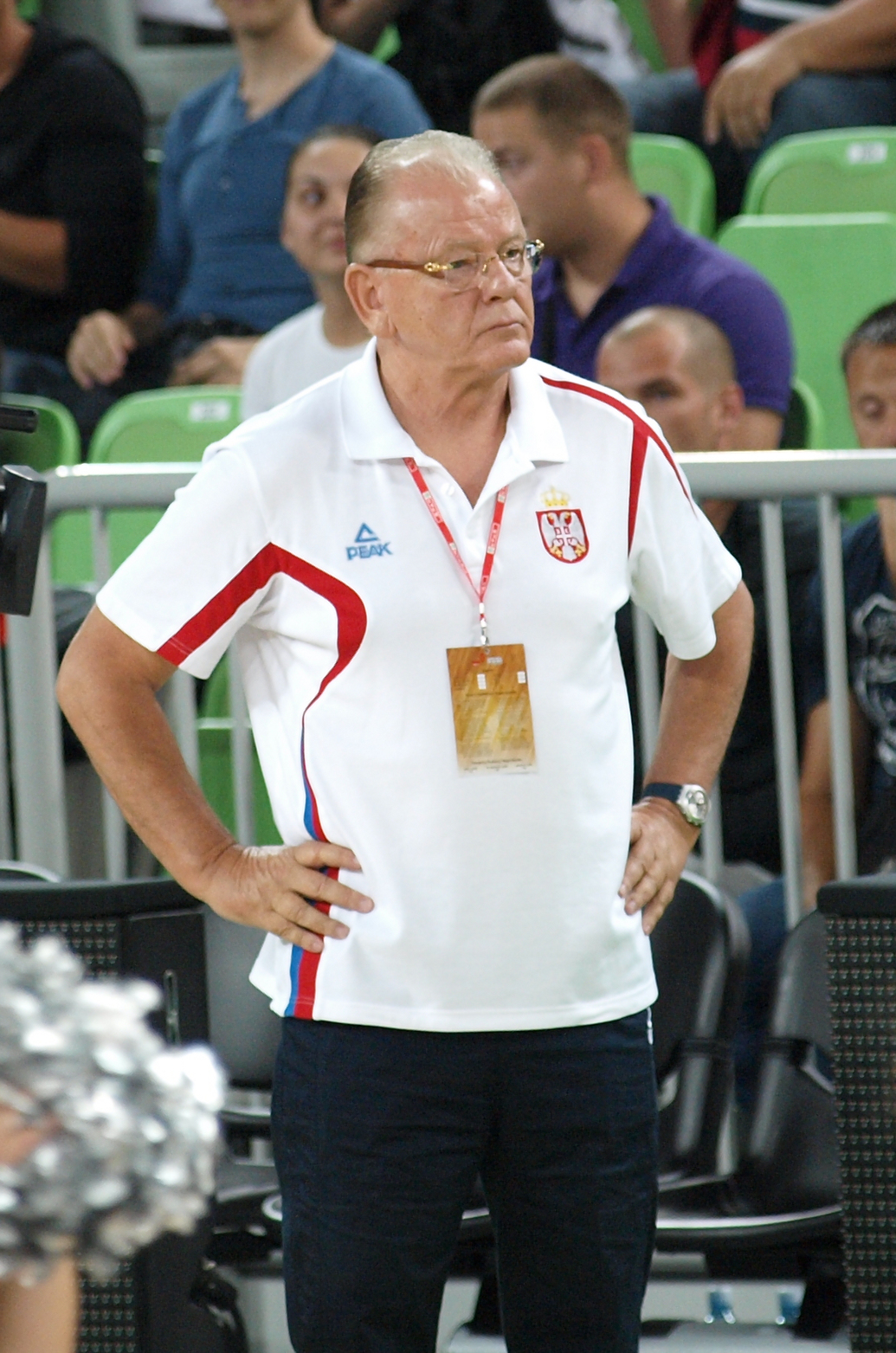
Dušan Ivković.
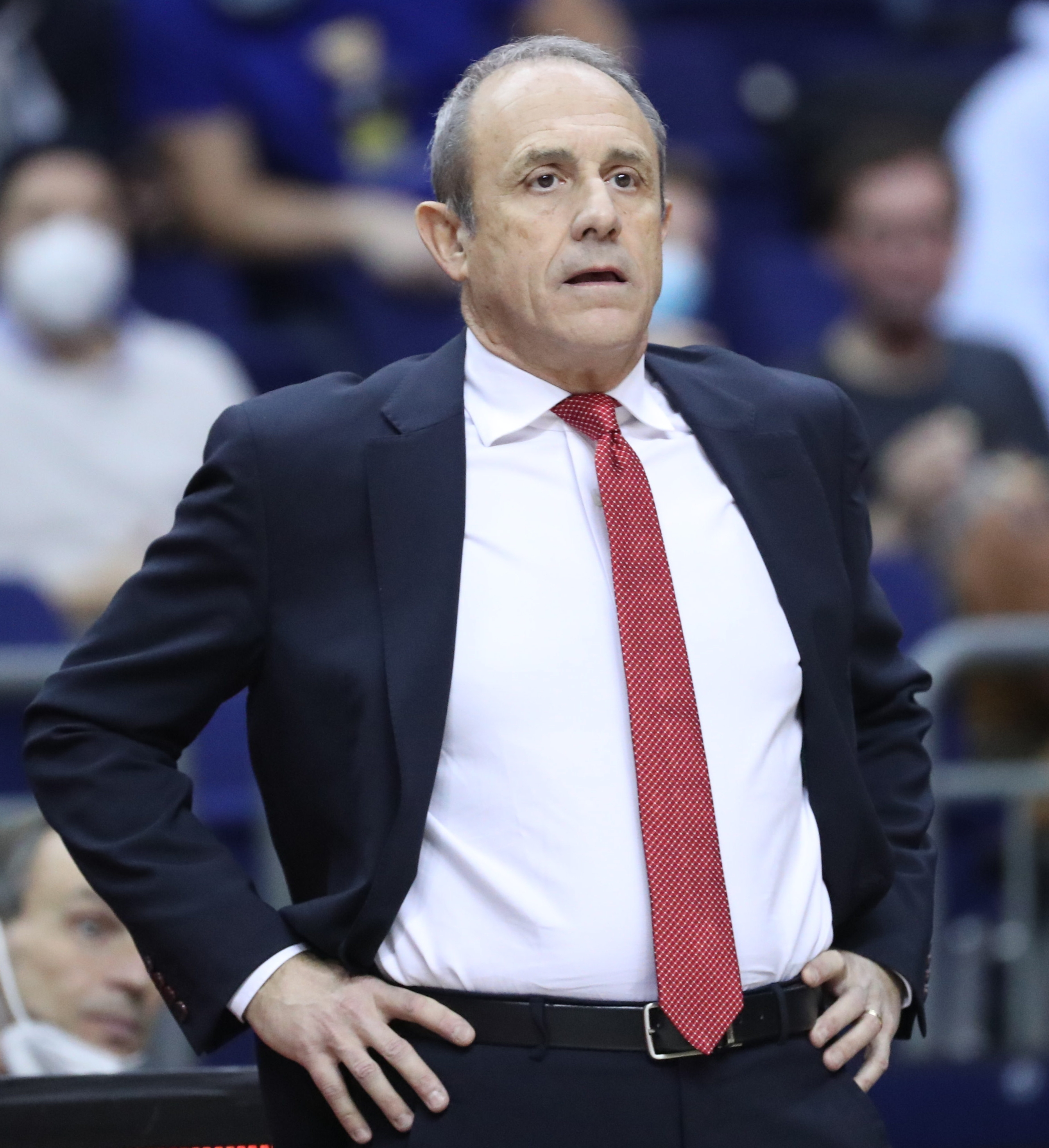
Ettore Messina.
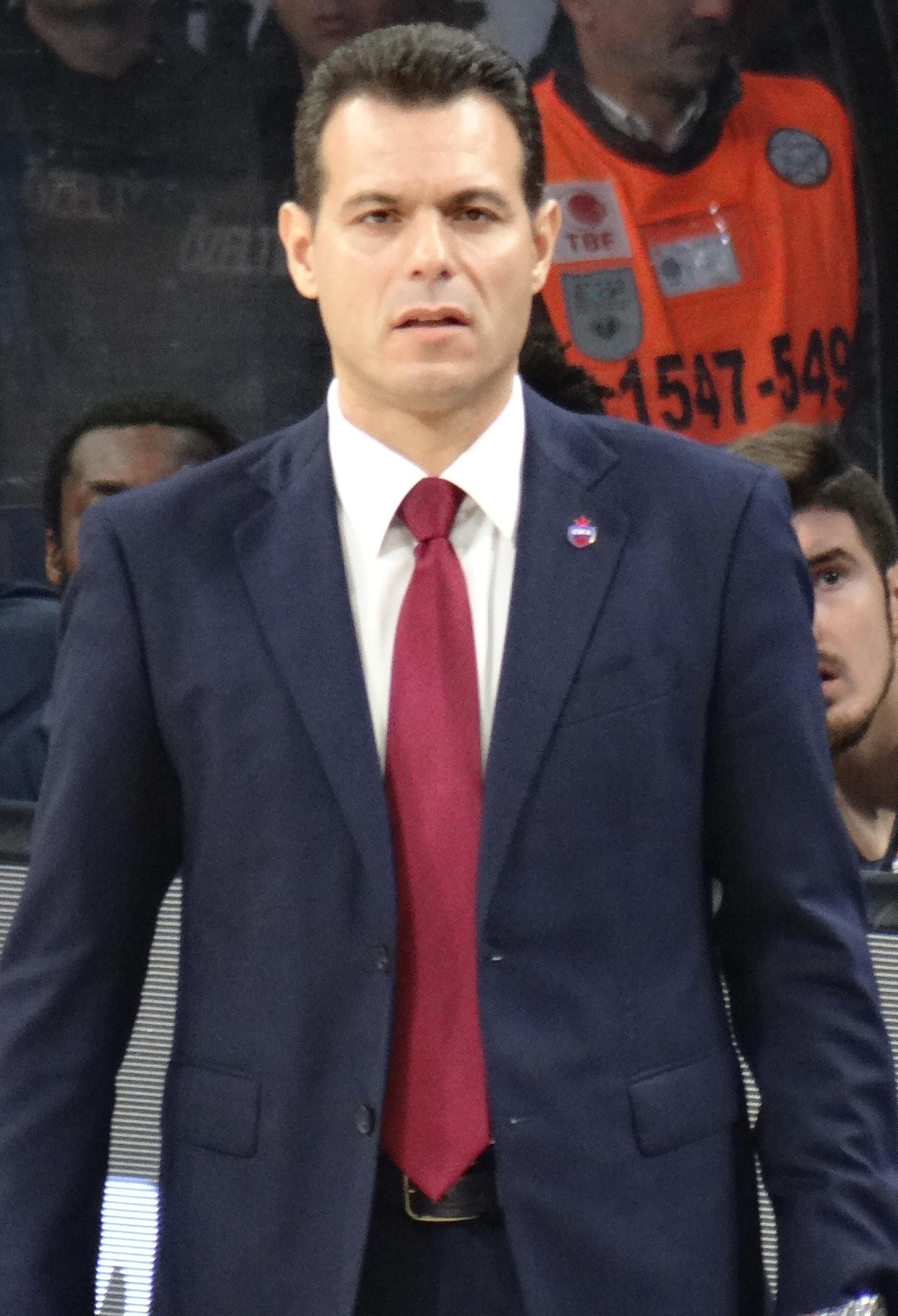
Dimitrios Itoudis.
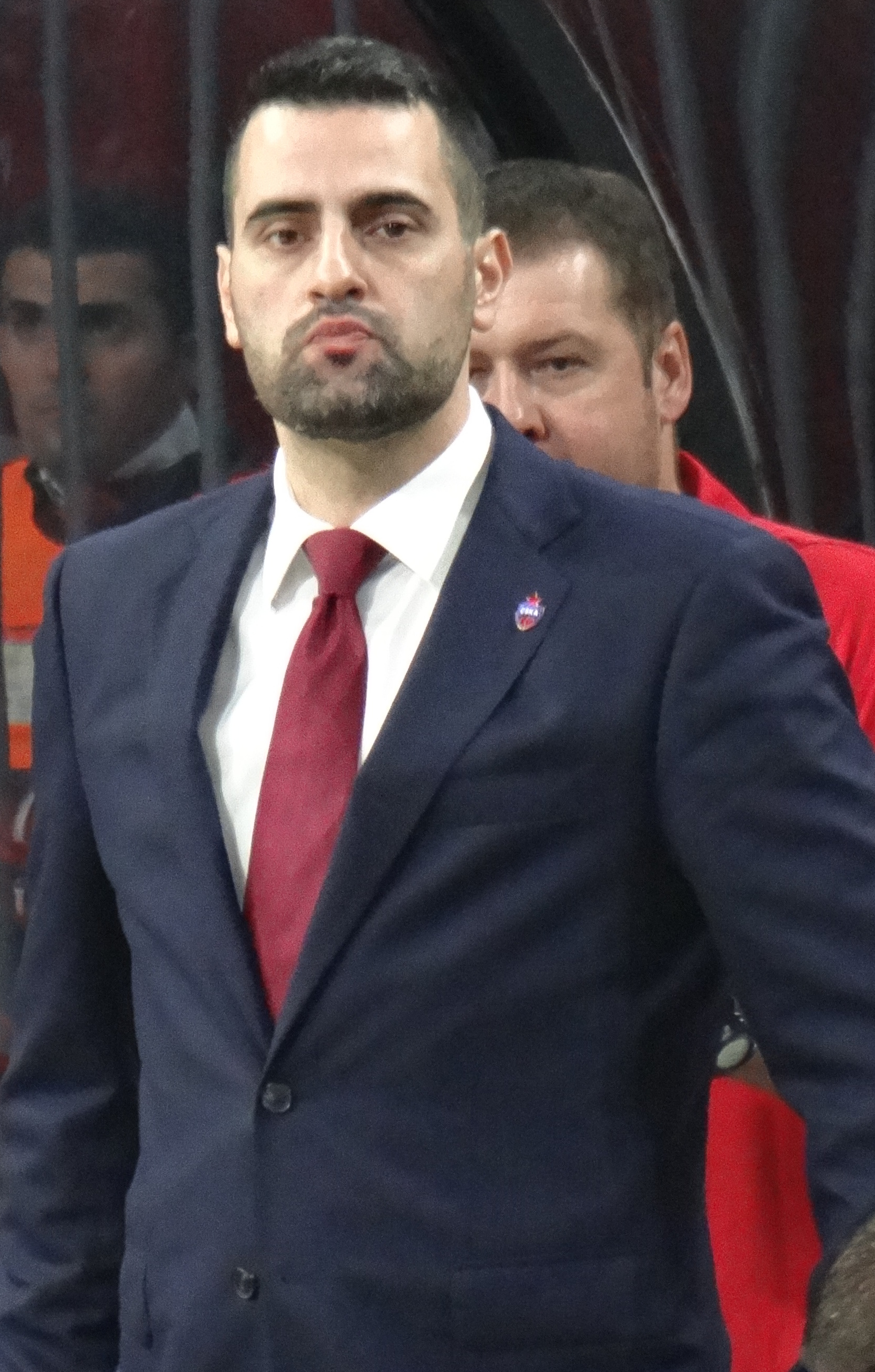
Andreas Pistiolis.

## Aanvoerders na de Tweede Wereldoorlog
| - 1944-1953 – - Jevgeni Aleksejev - 1954-1965 – - Arkadi Botsjkarjov - 1965-1970 – - Gennadi Volnov - 1970-1980 – - Sergej Belov - 1980-1985 – - Stanislav Jerjomin - 1985-1990 – - Sergej Tarakanov - 1990-1991 – - Vladimir Gorin - 1991-1992 – - Aleksandr Goesev - 1992-1993 – Maksim Astanin - 1993-1997 – Andrej Kornev | - 1997-2000 – Valeri Tichonenko - 2000-2001 – Igor Koedelin - 2001-2002 – Dmitri Domani - 2002-2003 – Jevgeni Pasjoetin - 2003-2006 – Sergej Panov - 2006-2008 – Zachar Pasjoetin - 2008-2009 – Matjaž Smodiš - 2009-2018 – Viktor Chrjapa - 2018-2020 – Kyle Hines - 2020-2023 – Nikita Koerbanov | - 2023-… – Semjon Antonov |

* Van 1948 t/m 1952 werd de club vervangen door VVS MVO Moskou met - Jevgeni Aleksejev als aanvoerder.

## Coaches per seizoen
| Seizoen   | Coach               |
| --------- | ------------------- |
| 1937-1938 | Viktor Grigorev     |
| 1938-1939 | Viktor Grigorev     |
| 1939-1940 | Viktor Grigorev     |
| 1944-1945 | Viktor Grigorev     |
| 1945-1946 | Viktor Grigorev     |
| 1946-1947 | Viktor Grigorev     |
| 1947-1948 | Viktor Grigorev     |
| 1948-1952 | *                   |
| 1952-1953 | Jevgeni Aleksejev   |
| 1953-1954 | Jevgeni Aleksejev   |
| 1954-1955 | Jevgeni Aleksejev   |
| 1955-1956 | **                  |
| 1956-1957 | Jevgeni Aleksejev   |
| 1957-1958 | Jevgeni Aleksejev   |
| 1958-1959 | **                  |
| 1959-1960 | Jevgeni Aleksejev   |
| 1960-1961 | Jevgeni Aleksejev   |
| 1961-1962 | Jevgeni Aleksejev   |
| 1962-1963 | **                  |
| 1963-1964 | Jevgeni Aleksejev   |
| 1964-1965 | Jevgeni Aleksejev   |
| 1965-1966 | Jevgeni Aleksejev   |
| 1966-1967 | **                  |
| 1967-1968 | Armenak Alachachian |
| 1968-1969 | Armenak Alachachian |
| 1969-1970 | Armenak Alachachian |

| Seizoen   | Coach                             |
| --------- | --------------------------------- |
| 1970-1971 | Aleksandr Gomelski                |
| 1971-1972 | Aleksandr Gomelski                |
| 1972-1973 | Aleksandr Gomelski                |
| 1973-1974 | Aleksandr Gomelski                |
| 1974-1975 | Aleksandr Gomelski                |
| 1975-1976 | Aleksandr Gomelski                |
| 1976-1977 | Aleksandr Gomelski                |
| 1977-1978 | Aleksandr Gomelski                |
| 1978-1979 | Aleksandr Gomelski                |
| 1979-1980 | Aleksandr Gomelski                |
| 1980-1981 | Aleksandr Gomelski Joeri Selichov |
| 1981-1982 | Vadim Kapranov Sergej Belov       |
| 1982-1983 | Joeri Selichov                    |
| 1983-1984 | Joeri Selichov                    |
| 1984-1985 | Joeri Selichov                    |
| 1985-1986 | Aleksandr Gomelski                |
| 1986-1987 | Joeri Selichov                    |
| 1987-1988 | Joeri Selichov                    |
| 1988-1989 | Joeri Selichov Sergej Belov       |
| 1989-1990 | Sergej Belov                      |
| 1990-1991 | Ivan Edesjko                      |
| 1991-1992 | Ivan Edesjko Stanislav Jerjomin   |

| Seizoen   | Coach                                             |
| --------- | ------------------------------------------------- |
| 1992-1993 | Stanislav Jerjomin                                |
| 1993-1994 | Stanislav Jerjomin                                |
| 1994-1995 | Stanislav Jerjomin                                |
| 1995-1996 | Stanislav Jerjomin                                |
| 1996-1997 | Stanislav Jerjomin                                |
| 1997-1998 | Stanislav Jerjomin                                |
| 1998-1999 | Stanislav Jerjomin                                |
| 1999-2000 | Stanislav Jerjomin                                |
| 2000-2001 | Valeri Tichonenko                                 |
| 2001-2002 | Valeri Tichonenko                                 |
| 2002-2003 | Dušan Ivković                                     |
| 2003-2004 | Dušan Ivković                                     |
| 2004-2005 | Dušan Ivković                                     |
| 2005-2006 | Ettore Messina                                    |
| 2006-2007 | Ettore Messina                                    |
| 2007-2008 | Ettore Messina                                    |
| 2008-2009 | Ettore Messina                                    |
| 2009-2010 | Jevgeni Pasjoetin                                 |
| 2010-2011 | Duško Vujošević Dmitri Sjakoelin Jonas Kazlauskas |
| 2011-2012 | Jonas Kazlauskas                                  |
| 2012-2013 | Ettore Messina                                    |
| 2013-2014 | Ettore Messina                                    |

| Seizoen   | Coach                           |
| --------- | ------------------------------- |
| 2014-2015 | Dimitrios Itoudis               |
| 2015-2016 | Dimitrios Itoudis               |
| 2016-2017 | Dimitrios Itoudis               |
| 2017-2018 | Dimitrios Itoudis               |
| 2018-2019 | Dimitrios Itoudis               |
| 2019-2020 | Dimitrios Itoudis               |
| 2020-2021 | Dimitrios Itoudis               |
| 2021-2022 | Dimitrios Itoudis               |
| 2022-2023 | Emil Rajković                   |
| 2023-2024 | Emil Rajković Andreas Pistiolis |
| 2024-2025 | Andreas Pistiolis               |

* Van 1948 t/m 1952 werd de club vervangen door VVS MVO Moskou met coaches - Pavel Tsetlin en - Konstantin Travin
** In 1956, 1959, 1963 en 1967 werd er gespeeld door steden teams en nationale teams van de SSR

## Gepersonaliseerde T-shirts onder de bogen van USH CSKA
| CSKA Moskou "Gepersonaliseerde" nummers |                        |         |                      |                  |
| Nr                                      | Speler                 | Positie | Loopbaan             | Ceremonie        |
| 6                                       | Armenak Alachachian    | PG      | 1958-1966            | 28 maart 2013    |
| 15                                      | Vladimir Andrejev      | C       | 1967-1973            | 28 maart 2013    |
| 5                                       | Anatoli Astachov       | PG      | 1958-1969            | 28 maart 2013    |
| 10                                      | Sergej Belov           | SG / SF | 1967-1980            | 8 november 2012  |
| 8                                       | Arkadi Botsjkarjov     | C       | 1954-1965            | 15 november 2013 |
| 9                                       | Ivan Edesjko           | PG      | 1971-1977, 1979-1980 | 8 november 2012  |
| 4                                       | Stanislav Jerjomin     | PG      | 1974-1985            | 16 april 2014    |
| 8                                       | Vadim Kapranov         | SG      | 1964-1973            | 21 februari 2014 |
| 4                                       | Aleksandr Koelkov      | PG      | 1962-1973            |                  |
| 11                                      | Joeri Kornejev         | SF      | 1962-1966            |                  |
| 14                                      | Jevgeni Kovalenko      | SF      | 1970-1981            | ?? maart 2014    |
| 8                                       | Andrej Lopatov         | PF      | 1977-1990            |                  |
| 6                                       | Valeri Miloserdov      | PG      | 1970-1982            | 27 maart 2014    |
| 12                                      | Anatoli Mysjkin        | SF      | 1976-1984            | 16 april 2014    |
| 12                                      | Viktor Pankrasjkin     | C       | 1979-1989            | 03 april 2015    |
| 6                                       | Joeri Selichov         | PG      | 1967-1970            | 21 februari 2014 |
| 10                                      | Michail Semjonov       | SF      | 1954-1963            | 15 november 2013 |
| 6                                       | Sergej Tarakanov       | SF      | 1979-1990            | 03 april 2015    |
| 11                                      | Vladimir Tkatsjenko    | C       | 1982-1989            | 24 oktober 2014  |
| 9                                       | Aleksandr Travin       | PG      | 1958-1967            | 21 maart 2012    |
| 13                                      | Gennadi Volnov         | SF      | 1958-1970            | 26 november 2011 |
| 7                                       | Alzjan Zjarmoechamedov | PF      | 1969-1980            | 08 november 2012 |
| 7                                       | Viktor Zoebkov         | C       | 1957-1967            | 24 april 2012    |

## In Europa

### Europese finales
CSKA is een van de succesvolste clubs ooit in Europees verband. Het won achtmaal de FIBA European Champions Cup/EuroLeague. Slechts één club heeft deze prestatie weten te overtreffen: Real Madrid. Verder speelde de club nog zes finales die verloren werden. In onderstaande tabel staan de uitslagen van de gewonnen finales vet en van de verloren finales cursief vermeld.
| Seizoen | Competitie                  | Tegenstander           | Land | Uitslag                                   | Stadion                                                                     |
| ------- | --------------------------- | ---------------------- | ---- | ----------------------------------------- | --------------------------------------------------------------------------- |
| 1960/61 | FIBA European Champions Cup | SKA Riga               | URS  | 87 – 62 thuis, 61 – 66 uit                | Leninstadion, Moskou / Daugava Stadion, Riga                                |
| 1962/63 | FIBA European Champions Cup | Real Madrid            | ESP  | 69 – 86 uit, 91 – 74 thuis, 99 – 80 thuis | Frontón Fiesta Alegre, Madrid / Leninstadion, Moskou / Leninstadion, Moskou |
| 1964/65 | FIBA European Champions Cup | Real Madrid            | ESP  | 88 – 81 thuis, 62 – 76 uit                | Leninstadion, Moskou / Frontón Fiesta Alegre, Madrid                        |
| 1968/69 | FIBA European Champions Cup | Real Madrid            | ESP  | 103 – 99 (2xOT)                           | Palau dels Esports de Barcelona, Barcelona                                  |
| 1969/70 | FIBA European Champions Cup | Ignis Varese           | ITA  | 74 – 79                                   | Sportska Dvorana Skenderija, Sarajevo                                       |
| 1970/71 | FIBA European Champions Cup | Ignis Varese           | ITA  | 67 – 53                                   | Sporthal Arena, Deurne, Antwerpen                                           |
| 1972/73 | FIBA European Champions Cup | Ignis Varese           | ITA  | 66 – 71                                   | Country Hall du Sart Tilman, Luik                                           |
| 2005/06 | EuroLeague                  | Maccabi Elite Tel Aviv | ISR  | 73 – 69                                   | Sazka Arena, Praag                                                          |
| 2006/07 | EuroLeague                  | Panathinaikos          | GRE  | 91 – 93                                   | O.A.C.A. Olympic Indoor Hall, Athene                                        |
| 2007/08 | EuroLeague                  | Maccabi Elite Tel Aviv | ISR  | 91 – 77                                   | Palacio de Deportes de la Comunidad de Madrid, Madrid                       |
| 2008/09 | EuroLeague                  | Panathinaikos          | GRE  | 71 – 73                                   | O2 World Berlin, Berlijn                                                    |
| 2011/12 | EuroLeague                  | Olympiakos Piraeus     | GRE  | 61 – 62                                   | Sinan Erdem Dome, Istanboel                                                 |
| 2015/16 | EuroLeague                  | Fenerbahçe             | TUR  | 101 – 96 (OT)                             | Mercedes-Benz Arena Berlin, Berlijn                                         |
| 2018/19 | EuroLeague                  | Anadolu Efes           | TUR  | 91 – 83                                   | Fernando Buesa Arena, Vitoria-Gasteiz                                       |

### Overzicht
CSKA speelt sinds 1960 in diverse Europese competities. Hieronder staan de competities en in welke seizoenen de club deelnam:
- FIBA European Champions Cup/EuroLeague

1960/61, 1961/62, 1962/63, 1964/65, 1965/66, 1968/69, 1969/70, 1970/71, 1972/73, 1976/77, 1980/81, 1981/82, 1982/83, 1984/85, 1988/89, 1990/91, 1992/93, 1993/94, 1994/95, 1995/96, 1996/97, 1997/98, 1998/99, 1999/00, 2000/01, 2001/02, 2002/03, 2003/04, 2004/05, 2005/06, 2006/07, 2007/08, 2008/09, 2009/10, 2010/11, 2011/12, 2012/13, 2013/14, 2014/15, 2015/16, 2016/17, 2017/18, 2018/19, 2019/20, 2020/21, 2021/22
- European Cup Winners' Cup/European Cup

1985/86, 1986/87, 1992/93
- Korać Cup

1989/90

## Wedstrijden tegen NBA teams
| Datum           | Plaats                             | Thuis                  | Uitslag        | Uit                  | Boxscore |
| --------------- | ---------------------------------- | ---------------------- | -------------- | -------------------- | -------- |
| 7 oktober 2006  | Universal Sports Hall CSKA, Moskou | CSKA Moskou            | 94 – 75        | Los Angeles Clippers | Boxscore |
| 11 oktober 2006 | Kölnarena, Keulen                  | CSKA Moskou            | 71 – 85        | Philadelphia 76ers   | Boxscore |
| 10 oktober 2008 | Amway Arena, Orlando               | Orlando Magic          | 94 – 66        | CSKA Moskou          | Boxscore |
| 14 oktober 2008 | Air Canada Centre, Toronto         | Toronto Raptors        | 86 – 78        | CSKA Moskou          | Boxscore |
| 12 oktober 2010 | American Airlines Arena, Miami     | Miami Heat             | 96 – 85        | CSKA Moskou          | Boxscore |
| 14 oktober 2010 | Ford Center, Oklahoma City         | Oklahoma City Thunder  | 97 – 89        | CSKA Moskou          | Boxscore |
| 16 oktober 2010 | Quicken Loans Arena, Cleveland     | Cleveland Cavaliers    | 87 – 90        | CSKA Moskou          | Boxscore |
| 7 oktober 2013  | Target Center, Minneapolis         | Minnesota Timberwolves | 106 – 108 (OT) | CSKA Moskou          | Boxscore |
| 9 oktober 2013  | AT&T Center, San Antonio           | San Antonio Spurs      | 95 – 93 (OT)   | CSKA Moskou          | Boxscore |